# Pietre runiche della Grecia
Le pietre runiche della Grecia (in svedese Greklandsstenarna) sono circa 30 pietre runiche contenenti informazioni relative a viaggi compiuti dai Norreni nell'Impero Bizantino durante l'epoca vichinga fino al XII secolo, scolpite in norreno usando l'alfabeto fuþark. Tutte le pietre sono state trovate nell'attuale Svezia, la maggioranza nella provincia storica dell'Uppland (18 pietre) e del Södermanland (7 pietre); la maggior parte fu incisa in memoria dei membri della guardia variaga che non sono più tornati a casa, ma alcune iscrizioni menzionano uomini che tornarono con ricchezze, ed una fu sepolta per ordine di un ex-ufficiale della guardia.
Su queste pietre la parola Grikkland ("Grecia") compare in tre iscrizioni, la parola Grikk(j)ar ("Greci") in 25 iscrizioni, la parola grikkfari ("persone che viaggiarono in Grecia") in due e la parola Grikkhafnir ("porti greci") in una. Tra le altre pietre runiche che riportano viaggi all'estero, l'unico gruppo paragonabile a questo in numero è quello che menziona viaggi in Inghilterra, le cosiddette "pietre runiche d'Inghilterra".
Le pietre variano in grandezza dalla piccola cote di Timans (che misura 8,5 cm x 4,5 cm x 3,3 cm) al macigno di Ed (18 m di circonferenza). La maggior parte è ornata con svariati stili runici in uso durante l'XI secolo, specialmente lo stile Ringerike (8 o 9 pietre) e lo stile di Urnes (8 pietre).
Dalle prime scoperte di Johannes Bureus nel tardo XVI secolo, queste pietre runiche sono state spesso identificate dagli studiosi, specie nel corso di una ricerca nazionale di monumenti storici durante la fine del XVII secolo. Diverse pietre furono documentate da Richard Dybeck al termine del XIX secolo; l'ultima pietra scoperta fu rinvenuta a Nolinge, presso Stoccolma, nel 1952.

## Storia

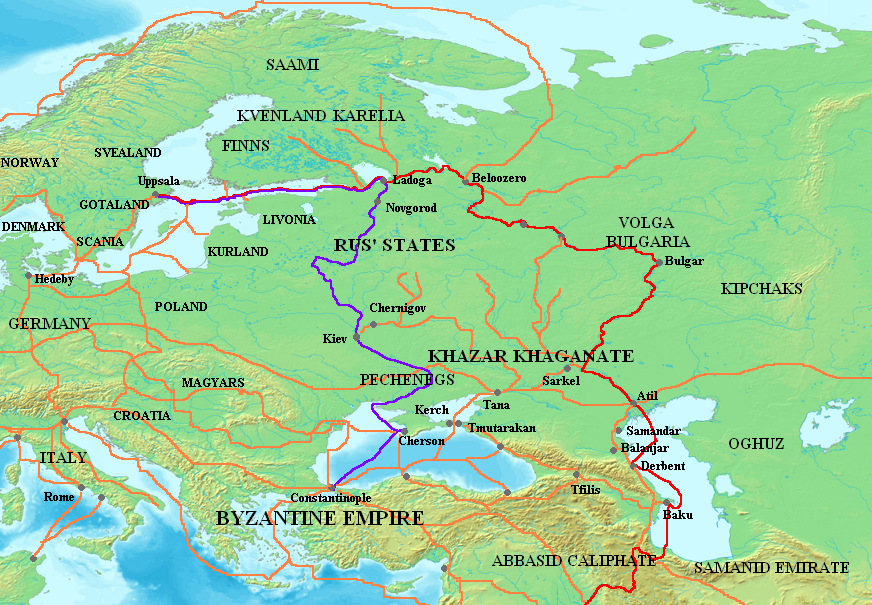
Mappa delle principali rotte variaghe verso est.

Gli scandinavi avevano servito come mercenari nell'esercito romano molti secoli prima dell'Epoca Vichinga, ma durante il periodo in cui le pietre furono scolpite c'erano più contatti tra Scandinavia e Bisanzio che in qualsiasi altro periodo. Le navi vichinghe erano comuni nel Mar Nero, nel Mar Egeo, nel Mar di Marmara e nel Mar Mediterraneo. La Grecia ospitava la Guardia Variaga, le truppe d'élite dell'Impero Bizantino, e fino alla dinastia dei Comneni al termine dell'XI secolo la maggior parte dei membri della Guardia era composta da Sueoni. Fino al 1195 l'imperatore Alessio III mandò emissari in Danimarca, Norvegia e Svezia richiedendo 1000 soldati da ciascuno dei tre regni. Con sede a Costantinopoli, che i popoli del nord chiamavano Miklagarðr (la "Grande Città"), la Guardia attrasse giovani scandinavi fin dalla sua fondazione, nel tardo X secolo.
La grande quantità di uomini che partivano per l'Impero Bizantino è indicata dal fatto che le leggi medievali scandinave ne contenevano ancora alcune che concernevano viaggi in Grecia quando furono messe per iscritto dopo l'Epoca Vichinga. La versione più antica della Västgötalagen, quella stesa da Eskil Magnusson (lögsögumadur di Västergötland tra il 1219 ed il 1225), stabilisce che "nessun uomo può ricevere un'eredità (in Svezia) mentre risiede in Grecia"; la versione più tarda, stesa tra il 1250 ed il 1300, aggiunge che "nessuno può ricevere una tale eredità non essendo considerabile un erede vivente mentre è via". Anche l'antico gulaþingslög norvegese contiene una legge simile: "ma se (un uomo) va in Grecia, allora chi segue nella linea ereditaria amministrerà la sua proprietà".

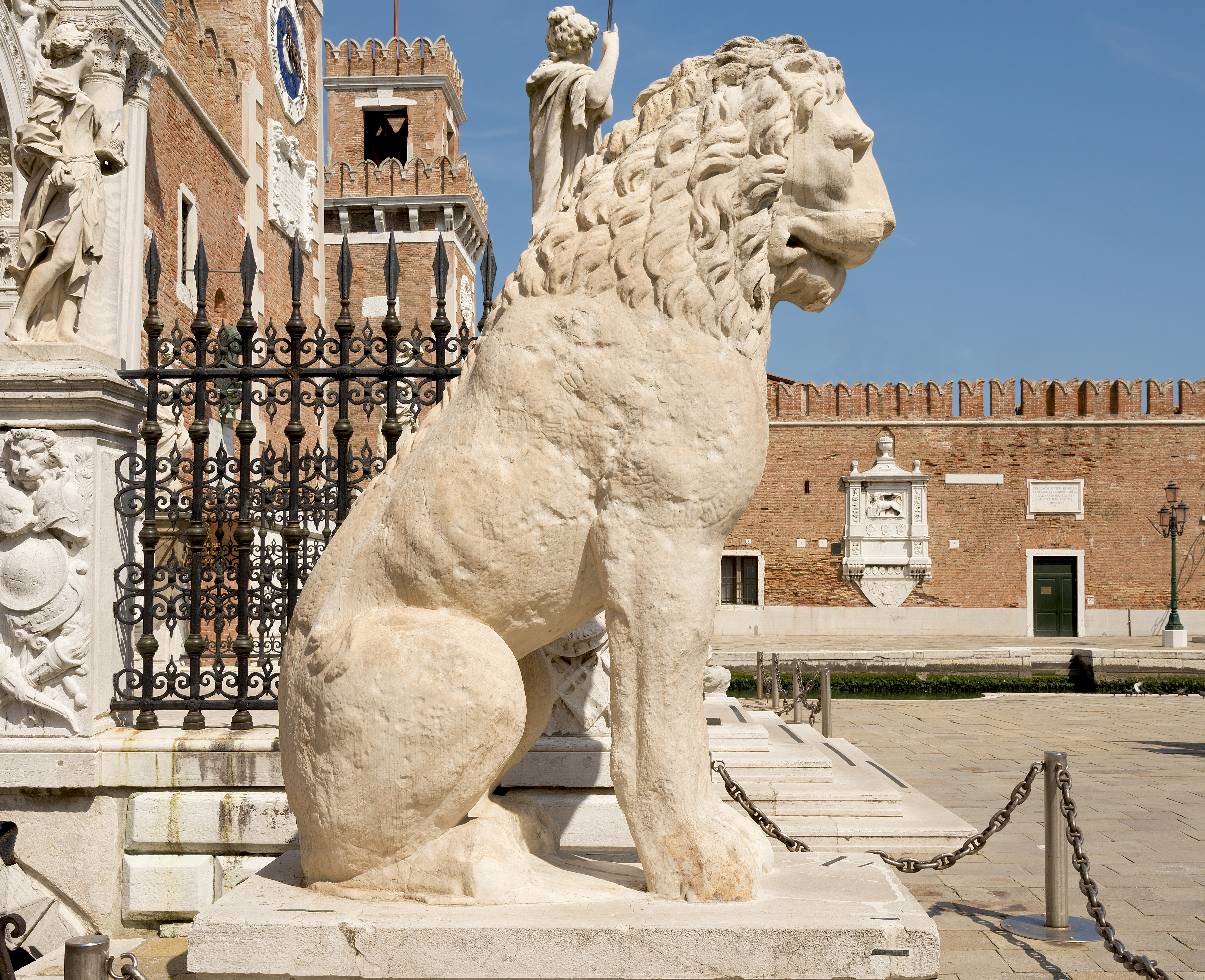
Il Leone del Pireo con un'iscrizione runica, attualmente a Venezia.

Circa 3000 pietre runiche dell'Epoca Vichinga sono state scoperte in Scandinavia, di cui 2700 erette in quella che è oggi la Svezia; di queste, circa 1277 sono state trovate nella sola provincia dell'Uppland. L'Epoca Vichinga coincise con la cristianizzazione della Scandinavia, ed in molte aree circa il 50% delle iscrizioni recano tracce del cristianesimo locale; in Uppland, circa il 70% delle iscrizioni sono esplicitamente cristiane, come appare da croci sepolte o da preghiere cristiane aggiunte alle rune già esistenti, mentre sono poche le pietre esplicitamente pagane. La tradizione delle pietre runiche si estinse probabilmente prima del 1100, ed al più tardi entro il 1125.
Tra le pietre dell'Epoca Vichinga, il 9,1-10% riporta che esse furono erette in memoria di persone andate all'estero, e le pietre che menzionano la Grecia costituiscono tra queste il gruppo più grande. Inoltre vi è un gruppo di tre o quattro pietre che commemora uomini morti in sud-Italia, probabilmente membri della Guardia Variaga. L'unico gruppo di pietre comparabile in numero con quello greco è quello delle pietre runiche d'Inghilterra, seguito dalle pietre di Ingvar (circa 26) erette in memoria del viaggio di Yngvarr víðförli ("Ingvar il Viaggiatore") in Persia.
Blöndal e Benedikz (2007) hanno notato che la maggioranza delle pietre greche vengono dall'Uppland, e lo hanno messo in relazione al fatto che essa era l'area più comune per partire verso la Grecia, ed anche l'area di cui era originaria gran parte dei Rus'. Tuttavia, come notato da Jansson (1987), il fatto che le pietre furono erette principalmente in Uppland e Södermanland non significa necessariamente che il loro numero rifletta la composizione degli scandinavi nella Guardia Variaga: queste due province sono anche quelle che hanno la più grande concentrazione di iscrizioni runiche.
Non tutti coloro che sono commemorati sulle pietre runiche della Grecia erano necessariamente membri della Guardia Variaga, ed alcuni potevano esservisi recati come mercanti oppure essere morti laggiù mentre compivano un pellegrinaggio. Il fatto che un viaggio in Grecia fosse associato a grandi pericoli è testimoniato dal fatto che una donna fece erigere una pietra in proprio onore prima di partire per Gerusalemme: "Ingirún Harðardóttir ha fatto incidere queste rune per sé; ella andrà ad Est a Gerusalemme. Fótr scolpì le rune". Tuttavia Blöndal e Benedikz (2007) affermano che, sebbene ci fossero altre ragioni per recarsi in Grecia, è certo che la maggior parte delle pietre runiche fu fatta in memoria dei membri della Guardia Variaga che vi morirono. Comunque alcune pietre parlano di uomini che tornarono a casa con molte ricchezze, ed un'iscrizione su una di esse fu commissionata da un ex-capitano della Guardia, Ragnvaldr Ingvarsson.

### Propositi

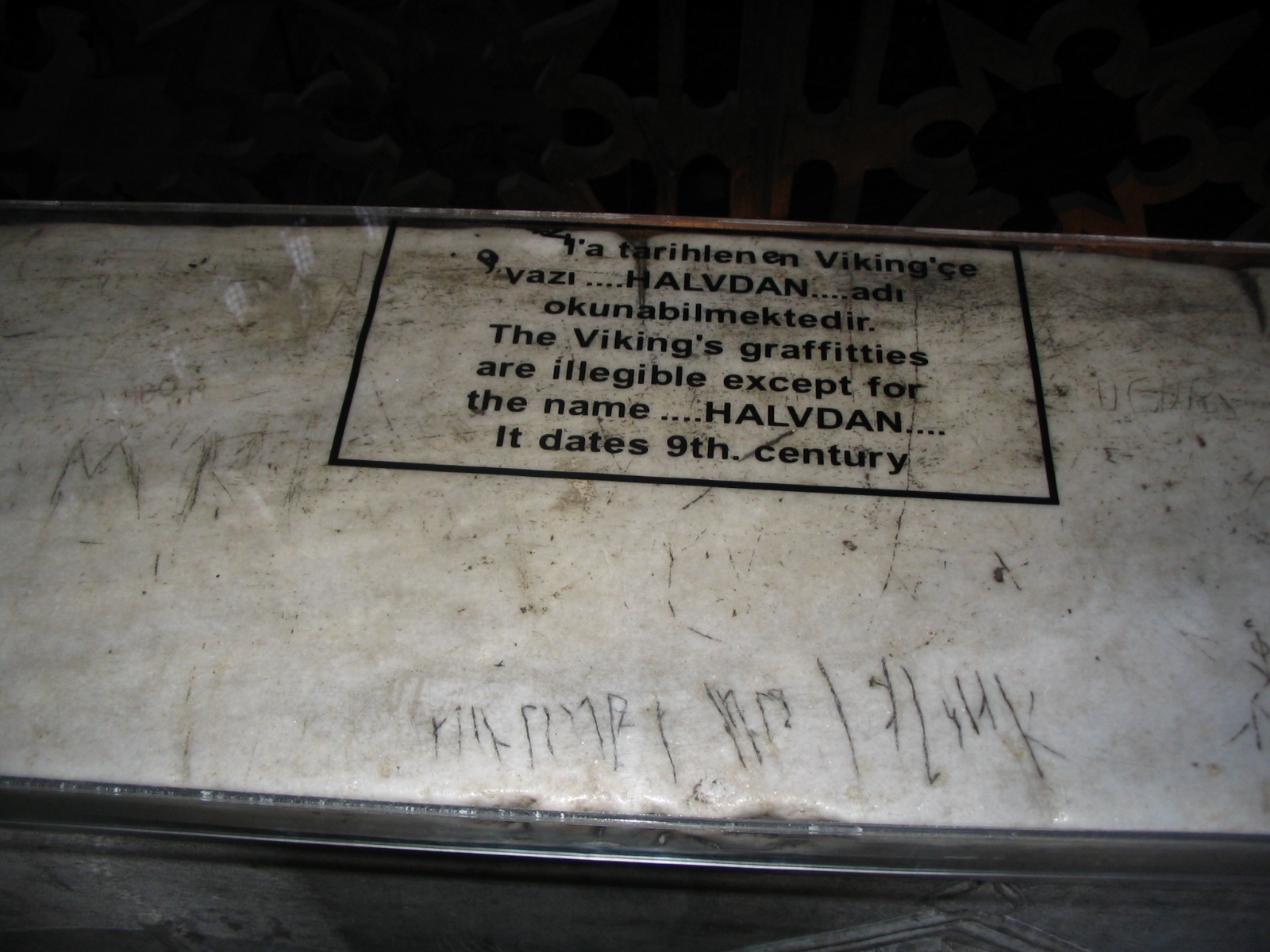
Iscrizione runica ad Hagia Sophia.

Le ragioni dietro la tradizione delle pietre runiche sono oggetto di dibattito ma includono questioni d'eredità, di status e la commemorazione dei defunti. Diverse pietre ricordano esplicitamente un'eredità, come la pietra di Ulunda e la pietra di Hansta, ma la grande maggioranza di esse nominano solamente colui che ha eretto la pietra e colui al quale è dedicata.
Una visione comune a molti studiosi come Erik Moltke e Sven B. F. Jansson è quella che le pietre runiche fossero probabilmente il risultato delle molte spedizioni vichinghe dalla Scandinavia, o per citare Jansson (1987):

Quando le grandi spedizioni furono concluse, le vecchie vie di commercio chiuse, e le navi vichinghe non furono più pronte a viaggiare ogni primavera ad est e ad ovest, ciò significò la fine dell'intaglio e dell'erezione delle pietre runiche nel vero senso del termine. Esse possono essere chiamate i monumenti dei viaggi vichinghi, ed il lettore attento può cogliere in molte di quelle iscrizioni l'amore dei Vichinghi per l'avventura e le imprese di audaci temerari.

Sawyer (2000), d'altro canto, reagisce a questa visione comunemente accettata e commenta che la grande maggioranza delle pietre runiche fu eretta in memoria di persone che non è testimoniato siano morte all'estero. Ella deduce che pochi degli uomini che andavano all'estero venivano onorati con memoriali, e la ragione è che le pietre runiche venivano erette soprattutto per questioni interne, come quelle di eredità. Tali questioni sarebbero sorte quando una famiglia avesse saputo che un parente non sarebbe tornato a casa dall'estero.

## Le pietre runiche
Segue qui una presentazione delle pietre runiche della Grecia basata su informazioni raccolte dal progetto Rundata, ordinate secondo il luogo di provenienza; le traslitterazioni delle iscrizioni runiche in norreno standard sono in norreno orientale, il dialetto svedese e danese, per facilitare il confronto tra le iscrizioni, mentre la traduzione italiana prende in considerazione i nomi nel dialetto standard norvegese ed islandese, il norreno occidentale.

### Traslitterazione e trascrizione
Esiste una pratica molto diffusa che consiste nello scrivere la traslitterazione runica in caratteri latini in grassetto e la trascrizione del testo in forma normalizzata in corsivo; questa pratica esiste perché queste due forme in cui si rende un testo in runico devono rimanere distinte tra loro. Mostrando non solo l'iscrizione originale, ma anche la traslitterazione, la trascrizione e la traduzione, gli studiosi presentano l'analisi in modo da permettere al lettore di seguire la loro interpretazione delle rune; ogni passo presenta delle sfide, ma la maggior parte delle iscrizioni in Tardo Fuþark sono considerate facili da interpretare.
Nelle traslitterazioni, *, :, ×, ' e + rappresentano comuni divisori di parole, mentre ÷ rappresenta quelli meno comuni. Le parentesi tonde, ( ), rappresentano rune danneggiate che non possono essere identificate con certezza, e quelle quadre, [ ], rappresentano sequenze di rune che sono perdute ma possono essere identificate grazie a descrizioni di vecchi studiosi. Un trattino breve, -, indica la presenza di una runa o di un altro segno che non può essere identificato; i punti di sospensione, ..., indicano che si suppone che ci fossero delle rune in quella posizione ma che sono scomparse. Due barre verticali, | |, dividono una runa in due lettere latine distinte, poiché gli maestri runici spesso scolpivano una singola runa invece di due consecutive. §P e §Q introducono due diverse letture di un'iscrizione che coinvolge più parole, mentre §A, §B e §C introducono parti differenti di un'iscrizione che possono comparire su facce diverse di una stessa pietra runica.
Le parentesi angolari, < >, indicano una sequenza di rune che non può essere interpretata con certezza. Altri simboli speciali sono þ e ð, dove il primo è la lettera "thorn" che indica una fricativa dentale sorda (come "th" nell'inglese thing), mentre il secondo è la lettera "edh" che indica una fricativa dentale sonora (come "th" nell'inglese them); il simbolo R rappresenta la runa "yr", mentre ô rappresenta la codetta islandese ǫ.

### Nomenclatura
Ogni iscrizione runica è chiamata con il codice identificativo usato dagli studiosi per riferirsi ad essa, ed è obbligatorio solamente fornire le prime due arti di esso. La prima parte è costituita da una o due lettere che rappresentano l'area dove compare l'iscrizione, per esempio "U" per l'Uppland, "Sö" per il Södermanland e "DR" per la Danimarca; la seconda parte indica invece l'ordine in cui le iscrizioni sono state presentate nelle pubblicazioni ufficiali nazionali (come le Sveriges runinskrifter): quindi U 73 indica la pietra runica la cui iscrizione fu la 73º dell'Uppland ad essere documentata sulle Sveriges runinskrifter. Se l'iscrizione è stata documentata dopo rispetto alla sua pubblicazione ufficiale, essa viene ordinata secondo la pubblicazione in cui comparve per la prima volta, ad esempio Sö Fv1954;20, dove "Sö" significa Södermanland, "Fv" sta per la pubblicazione annuale Fornvännen, 1954 è l'anno di quel particolare numero del Fornvännen e 20 è la pagina in cui compare l'iscrizione.

### Uppland
Ci sono 18 pietre runiche in Uppland che riportano informazioni riguardo a uomini che viaggiarono in Grecia (e in gran parte vi morirono).

#### U 73

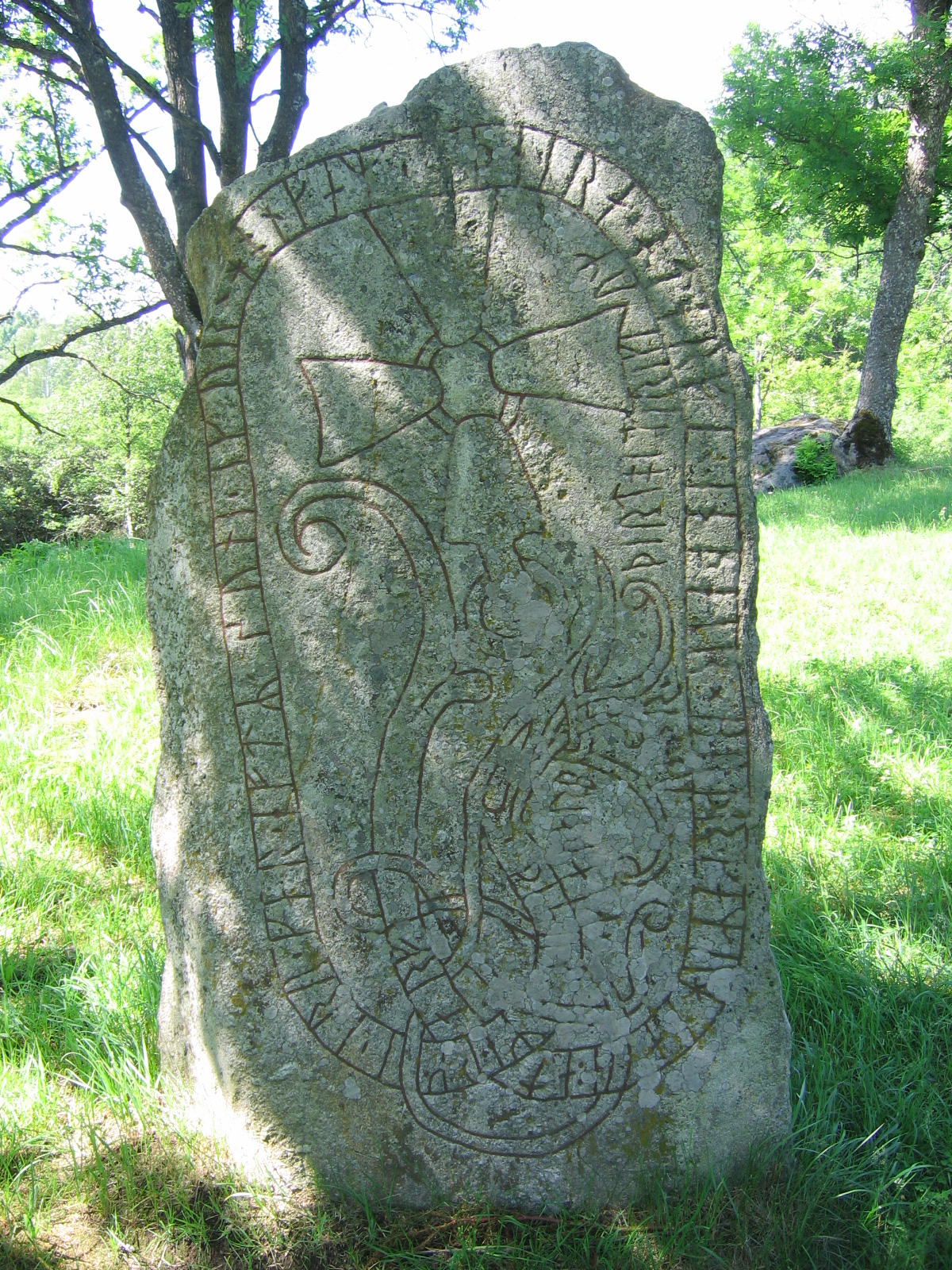
Pietra runica U 73.

La pietra runica U 73 (posizione) fu probabilmente eretta per dirimere una questione su un'eredità di due uomini che morirono come variaghi; è in stile Pr3, che fa parte del più generale stile di Urnes. La pietra, in granito grigio misurante 2 m in altezza e 1,2 in larghezza, si trova su un pendio circa 100 m a nord della fattoria di Hägerstalund, anticamente Hansta(lund). La pietra fu scoperta da Johan Peringskiöld durante la ricerca nazionale di monumenti storici nel tardo XVII secolo. Essa condivide lo stesso messaggio della pietra U 72, insieme alla quale formava un tempo un monumento, ma la U 72 fu spostata a Skansen nel 1896. La U 72 riporta che "queste pietre" furono erette da Gerðarr e Jörundr in memoria di Ernmundr e Ingimundr: di conseguenza a loro si riferisce la U 73 quando parla dei "figli di Inga" e dice che "morirono in Grecia". Ernmundr e Ingimundr avevano ricevuto un'eredità da loro padre, ma partirono per l'Impero Bizantino e vi morirono come variaghi; e poiché non avevano alcun figlio, prima ereditò la madre Inga, poi alla sua morte i fratelli di questa, Gerðarr e Jörundr. Essi allora eressero i due memoriali in onore dei nipoti, cosa dovuta probabilmente al fatto che questi si erano distinti nel sud; tuttavia, ciò poteva anche essere avvenuto come ringraziamento per le ricchezze accumulate dai nipoti oltremare. Allo stesso tempo, l'iscrizione serviva a documentare il passaggio di proprietà da un clan ad un altro. Sawyer (2000) d'altro canto suggerisce che, poiché le due pietre non menzionano chi le ha commissionate, l'unica pretendente finale alla fortuna, e quella che fece scolpire le pietre, potrebbe essere stata la chiesa. Il maestro runico è stato riconosciuto essere Visäte.
Traslitterazione:
' þisun ' merki ' iru ' gar ' eftR ' suni ' ikur ' hon kam ' þeira × at arfi ' in þeir × brþr * kamu hnaa : at ' arfi × kiaþar b'reþr ' þir to i kirikium
Trascrizione:
Þessun mærki æRu gar æftiR syni InguR. Hon kvam þæiRa at arfi, en þæiR brøðr kvamu hænnaR at arfi, Gærðarr brøðr. ÞæiR dou i Grikkium.
Traduzione:
"Queste pietre sono state erette in memoria dei figli di Inga. Ella venne ad ereditare da loro, ma questi fratelli - Gerðarr e suo fratello - vennero ad ereditare da lei. Essi morirono in Grecia."

#### U 104

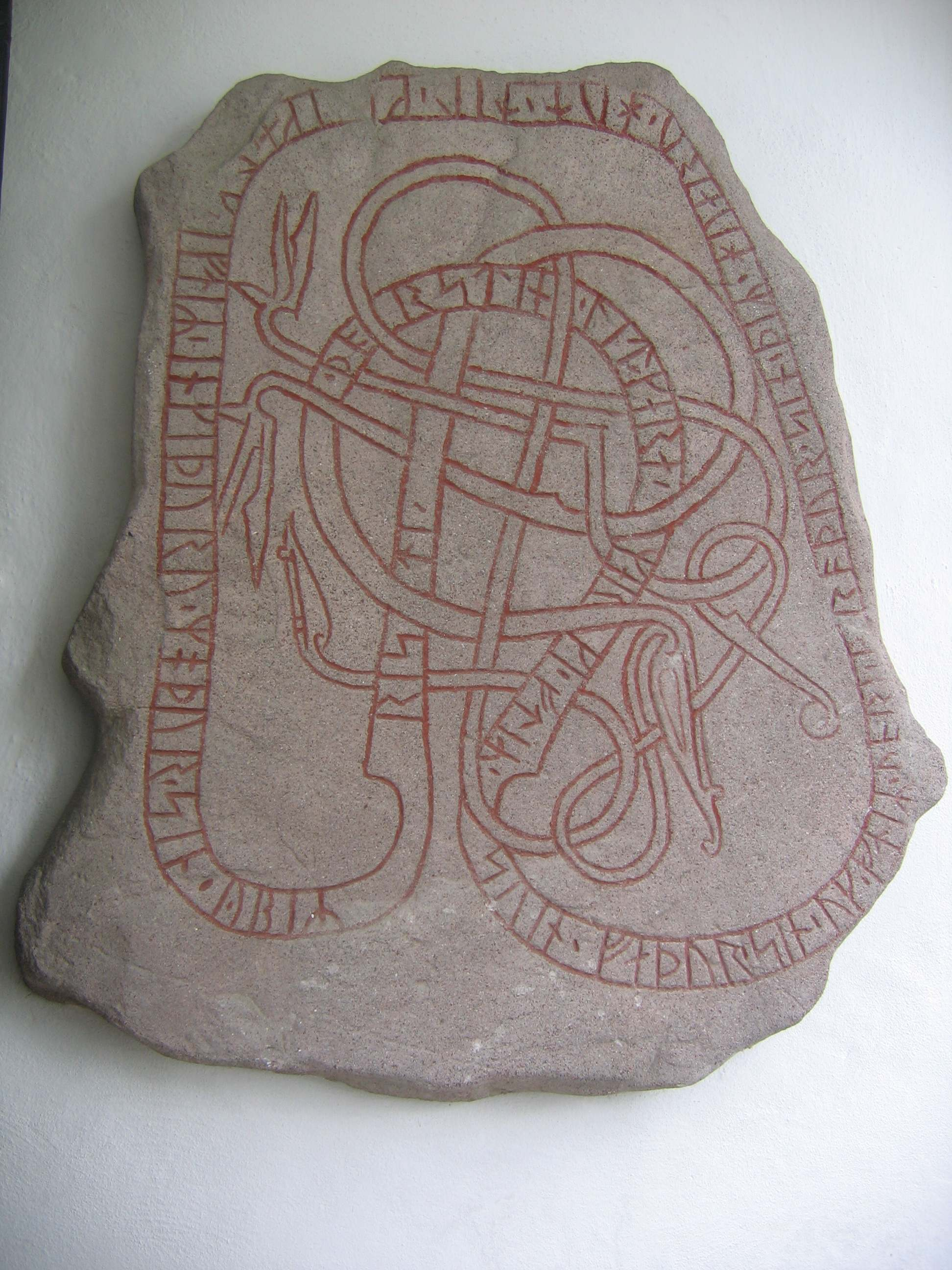
Copia della pietra runica U 104.

La pietra runica U 104 (posizione originale) è in arenaria rossa e misura 1,35 m di altezza e 1,15 m di larghezza. Fu documentata per la prima volta da Johannes Bureus nel 1594; fu donata in coppia con un'altra all'Ashmolean Museum di Oxford nel 1687 su richiesta a re Carlo XI di Svezia del re d'Inghilterra Giacomo II, che chiedeva due pietre runiche da aggiungere alla collezione dell'Università di Oxford. È stata scolpita nello stile di Urnes (Pr5); fu eretta da Þorsteinn in memoria di suo padre Sveinn e suo fratello Þórir, entrambi andati in Grecia, e poi in memoria di sua madre Ingiþóra. La pietra è firmata dal maestro runico Öpir, il cui norreno è particolare per il suo uso non ortodosso della runa haglaz (ᚼ), come in hut in luogo del norreno standard út ("fuori"); l'uso irregolare del fonema h è un tratto dialettale che è sopravvissuto nel moderno dialetto svedese di Roslagen, una delle regioni dove fu attivo Öpir.
Traslitterazione:
' þorstin ' lit × kera ' merki ' ftiR ' suin ' faþur ' sin ' uk ' ftiR ' þori ' (b)roþur ' sin ' þiR ' huaru ' hut ' til ' k--ika ' (u)(k) ' iftiR ' inkiþuru ' moþur ' sin ' ybiR risti '
Trascrizione:
Þorstæinn let gæra mærki æftiR Svæin, faður sinn, ok æftiR Þori, broður sinn, þæiR vaRu ut til G[r]ikkia, ok æftiR Ingiþoru, moður sina. ØpiR risti.
Traduzione:
"Þorsteinn fece fare la pietra per Sveinn, suo padre, e Þórir, suo fratello. Essi erano fuori, in Grecia. E per Ingiþóra, sua madre. Œpir l'incise."

#### U 112

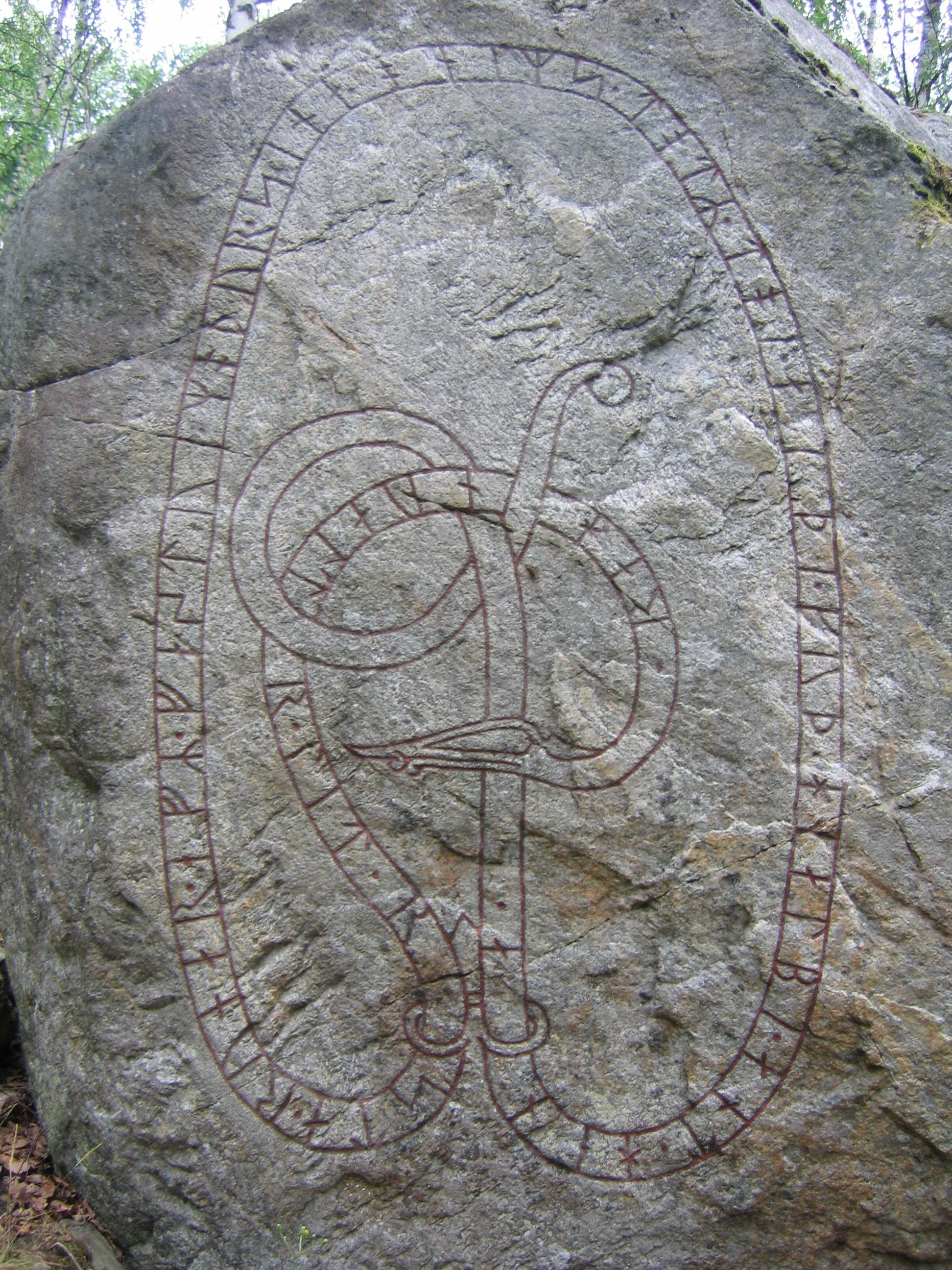
Lato A della pietra runica U 112.

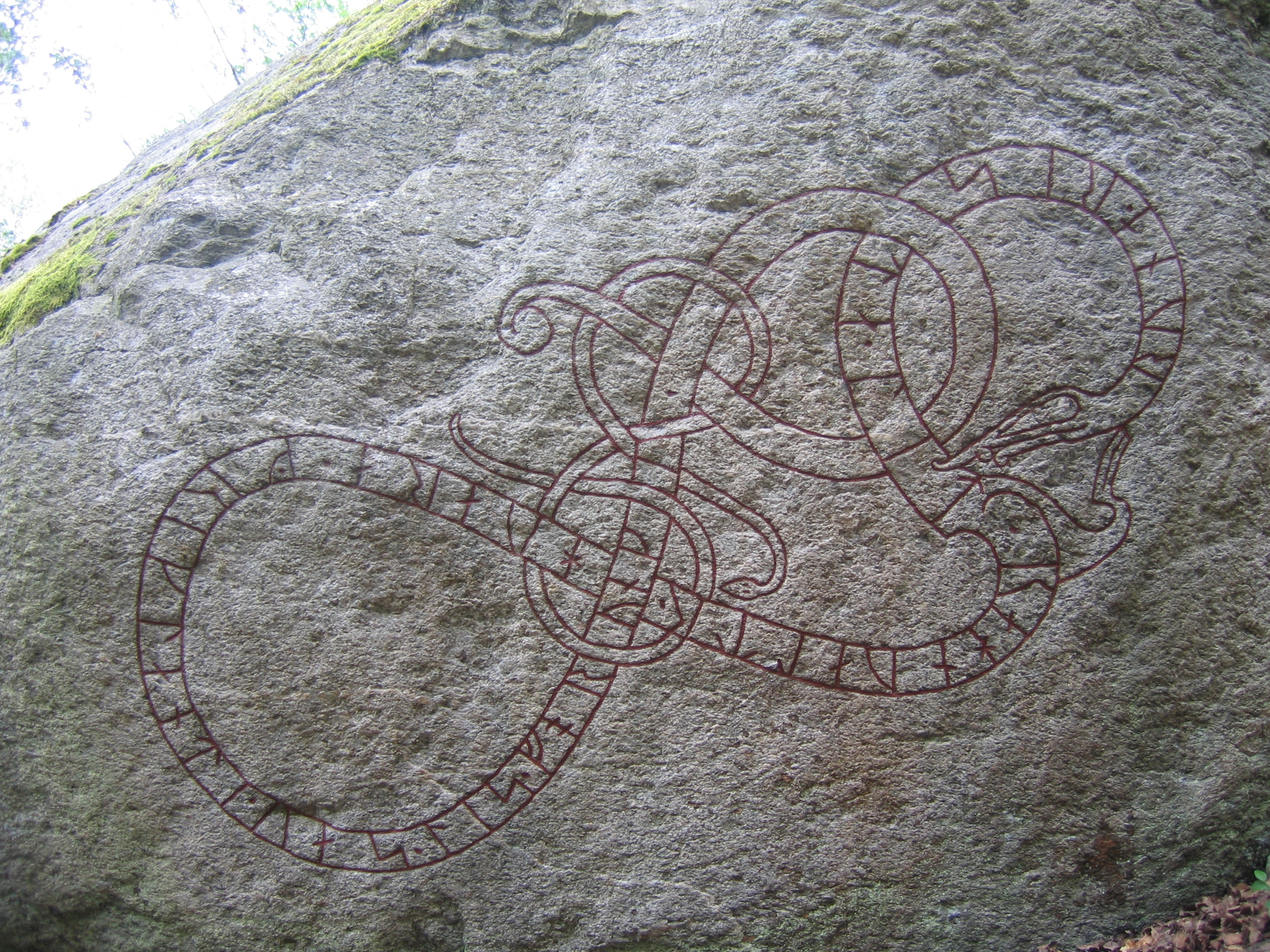
Lato B della pietra runica U 112.

La pietra runica U 112 (posizione Archiviato il 13 marzo 2009 in Internet Archive.), un grande macigno di 18 m di circonferenza, si trova presso un sentiero di bosco chiamato Kyrkstigen ("sentiero della chiesa") a Ed. È nota agli studiosi fin dalla prima spedizione runologica di Johannes Bureus nel 1594, ed è databile intorno alla metà dell'XI secolo.
Questo masso porta iscrizioni runiche su due dei suoi lati, chiamati U 112 A e B. La rilevanza linguistica delle due iscrizioni risiede nell'uso della runa haglaz (ᚼ) ad indicare l'approssimante velare /ɰ/ (come in Ragnvaldr), cosa che sarebbe divenuta comune dopo la fine dell'epoca vichinga; esse includono anche alcune rune puntate, e la runa ansuz (ᚬ) è utilizzata per indicare il fonema o.
Le due iscrizioni sono redatte nello stile di Urnes (Pr4), e furono commissionate da un ex-capitano della Guardia variaga chiamato Ragnvaldr Ingvarsson in memoria di sua madre Fastvé (lato A) oltre che in proprio onore (lato B): molto pochi potevano vantarsi di essere tornati a casa con l'onore di essere stati capitani della Guardia Variaga; inoltre, il nome Ragnvaldr mostra che egli apparteneva agli alti gradi della società norrena, e che poteva anche essere un parente della dinastia regnante dei Munsö.
Il nonno materno di Ragnvaldr, Ónæmr, è menzionato su due altre pietre runiche in Uppland, la U 328 e la U 336. La U 328 ci informa che Ragnvaldr aveva due zie, Gyríðr e Guðlaug; la U 336 aggiunge poi che Ulf di Borresta, che ricevette tre Danegeld in Inghilterra, era il nipote di Ónæmr da parte di padre e perciò cugino primo di Ragnvaldr. Quest'ultimo è probabilmente lo stesso Ragnvaldr della cui morte si parla nelle iscrizioni runiche di Hargs bro, che lo collegherebbero ad Estrid ed al ricco clan degli Jarlabanke.
Considerando la condizione di Ragnvaldr, non desta sorpresa il fatto che egli divenne un ufficiale della Guardia Variaga: egli era un ricco capitano che portò molti soldati ambiziosi in Grecia.
Traslitterazione:
Lato A: * rahnualtr * lit * rista * runar * efR * fastui * moþur * sina * onems * totR * to i * aiþi * kuþ hialbi * ant * hena *
Lato B: runa * rista * lit * rahnualtr * huar a × griklanti * uas * lis * forunki *
Trascrizione:
Lato A: Ragnvaldr let rista runaR æftiR Fastvi, moður sina, Onæms dottiR, do i Æiði. Guð hialpi and hænnaR.
Lato B: RunaR rista let Ragnvaldr. VaR a Grikklandi, vas liðs forungi.
Traduzione:
Lato A: "Ragnvaldr fece scolpire queste rune in memoria di Fastvé, sua madre, figlia di Ónæmr, (che) morì a Eið. Possa Dio aiutare la sua anima."
Lato B: "Ragnvaldr fece scolpire queste rune; fu in Grecia, fu comandante del seguito."

#### U 136

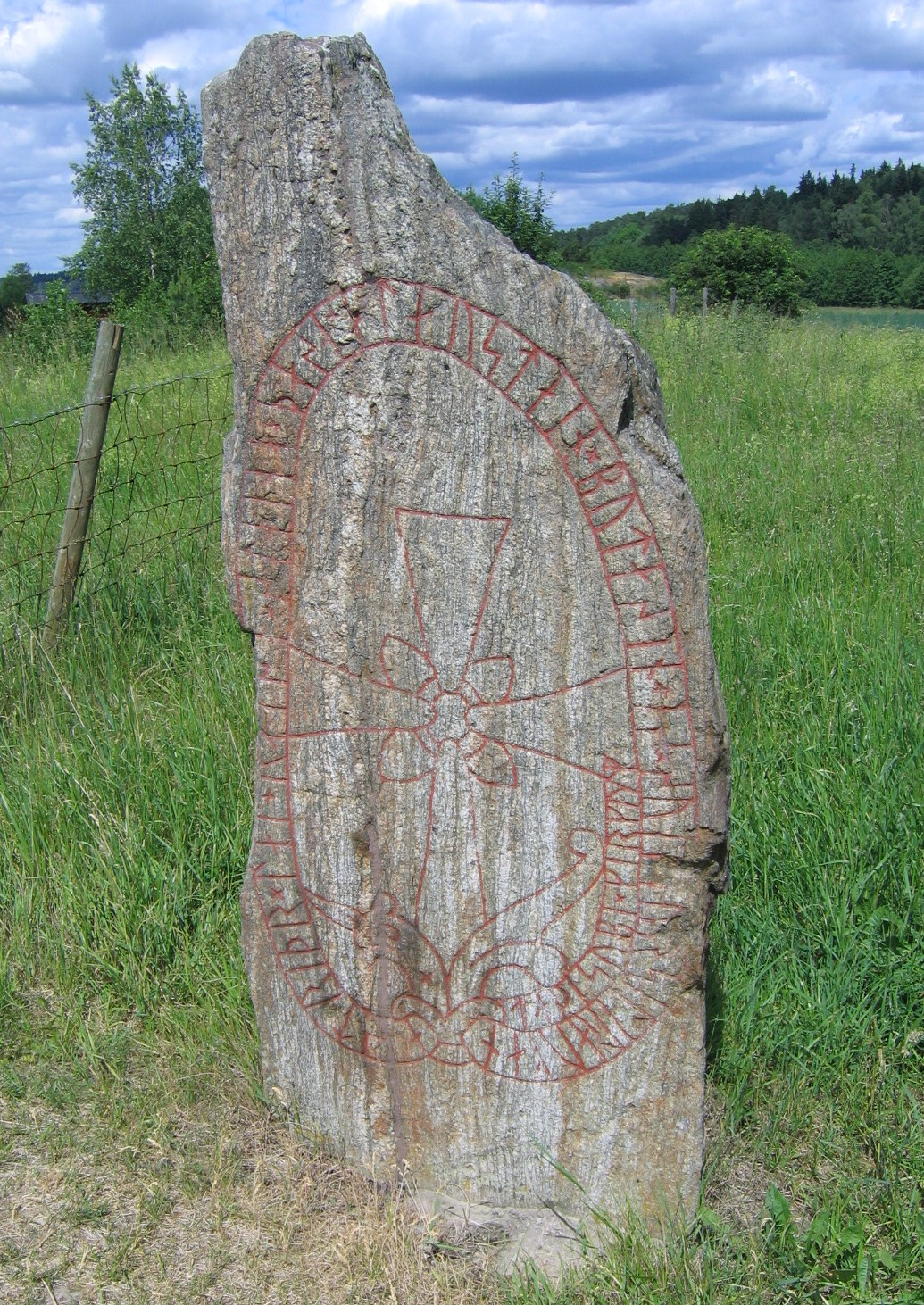
Pietra runico U 136.

La pietra runica U 136 (posizione) è in stile Ringerike (Pr2), ed un tempo formava un monumento unico insieme alla U 135. È una pietra di colore grigio scuro, alta 1,73 m e larga 0,85 m. Nel 1857, Richard Dybeck scrisse che essa era stata scoperta sottoterra cinque anni prima da un contadino che arava il suo terreno; per sbaglio la scheggiò, e la parte superiore di alcune rune è oggi perduta.
La pietra fu eretta originariamente da una ricca signora chiamata Ástríðr in memoria di suo marito Eysteinn, e Sawyer (2000) ha suggerito che faccia parte di un gruppo di diverse pietre scolpite in un tiro alla fune per un'eredità. Ci sono dubbi sul perché Eysteinn si recò in Grecia e a Gerusalemme, a causa delle differenti interpretazioni della parola sœkja (attestata nella forma passata sotti): significa "cercare", ma può anche voler dire "attaccare" (come nella Sö 166 e nella N 184), come anche "visitare" o "viaggiare". Di conseguenza, Eysteinn è stato da alcuni identificato come uno dei primi svedesi a compiere un pellegrinaggio a Gerusalemme, mentre Jesch (2001) scrive che a giudicare da altri esempi runici il significato di "attaccare" appare più probabile; la traduzione di sœkja come "attaccare" è anche seguita dal progetto Rundata.
La U 136 è una delle due pietre runiche di Jarlabanke a menzionare persone che viaggiarono all'estero (l'altra è la U 140).
Traslitterazione:
× astriþr × la(t) + raisa × staina × þasa × [a]t austain × buta sin × is × suti × iursalir auk antaþis ub i × kirkum
Trascrizione:
Æstriðr let ræisa stæina þessa at Øystæin, bonda sinn, es sotti IorsaliR ok ændaðis upp i Grikkium.
Traduzione:
"Ástríðr ha eretto queste pietre in memoria di Eysteinn, suo marito, che attaccò Gerusalemme e trovò la sua fine in Grecia."

#### U 140

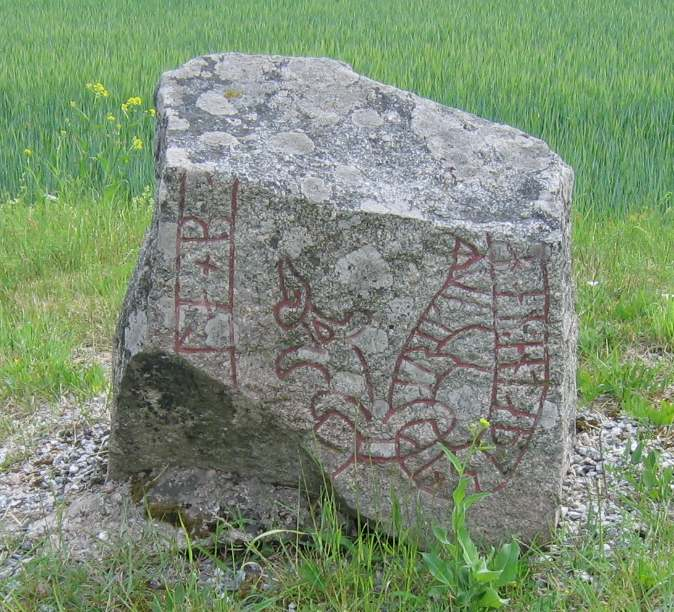
Pietra runica U 140.

La pietra runica U 140 si trova a Broby (posizione), presso le altre pietre di Broby bro e la U 150; questo frammento di granito è in stile Ringerike (Pr2). Fu scoperta da Richard Dybeck tra le fondamenta di un piccolo edificio: Dybeck cercò senza successo le restanti parti. Inizialmente, il frammento fu spostato su un pendio presso la strada tra Hagby e la chiesa di Täby, ma nel 1930 fu posizionato adiacente a quella stessa strada.
Insieme alla U 136, è l'unica pietra di Jarlabanke che menziona un uomo che si recò all'estero.
Traslitterazione:
× ...la×b(a)... ... han : entaþis * i kirikium
Trascrizione:
[Iar]laba[nki] ... Hann ændaðis i Grikkium.
Traduzione:
"Jarlabanki ... Egli trovò la sua fine in Grecia."

#### U 201

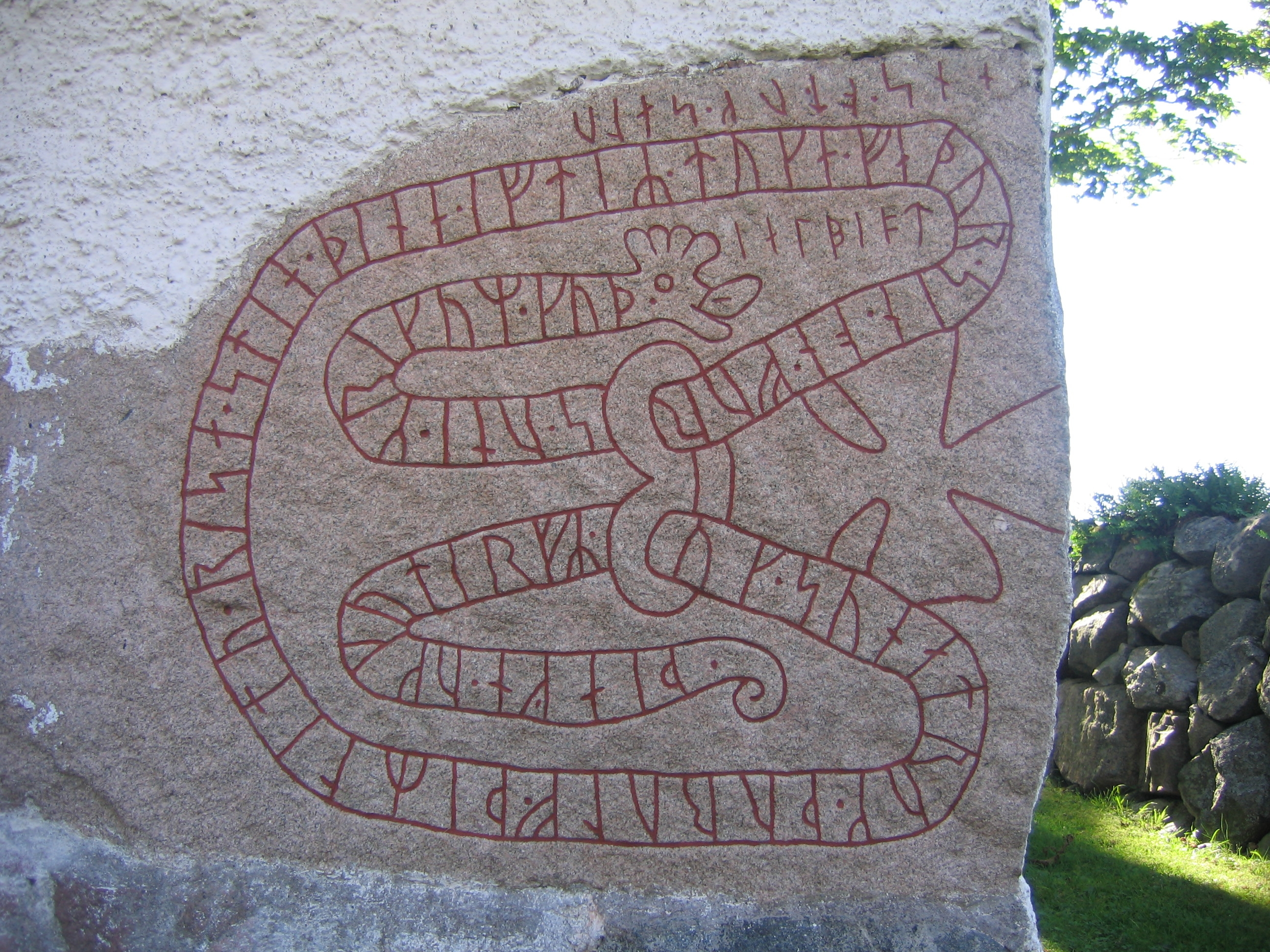
Pietra runica U 201.

La pietra runica U 201 (posizione) è in stile Ringerike (Pr1) e fu fatta dallo stesso maestro runico della U 276. La pietra di granito rossiccio si trova nel muro della sacrestia della chiesa di Angarn a circa 0,74 m dal pavimento, e misura 1,17 m in altezza e 1,16 m in larghezza. Johannes Bureus (1568-1652) menzionò la pietra, ma per ragioni sconosciute essa fu ignorata durante la ricerca nazionale di monumenti storici del 1667-1684; due degli uomini citati sulla pietra sono altrimenti ignoti, ed i loro nomi sono stati ricostruiti come Gautdjarfr e Sunnhvatr (sulla base di elementi noti provenienti da altri nomi norreni).
Traslitterazione:
* þiagn * uk * kutirfR * uk * sunatr * uk * þurulf * þiR * litu * risa * stin * þina * iftiR * tuka * faþur * sin * on * furs * ut i * krikum * kuþ * ialbi ot ans * ot * uk * salu
Trascrizione:
Þiagn ok GautdiarfR(?) ok Sunnhvatr(?) ok ÞorulfR þæiR letu ræisa stæin þenna æftiR Toka, faður sinn. Hann fors ut i Grikkium. Guð hialpi and hans, and ok salu.
Traduzione:
"Þegn e Gautdjarfr(?) e Sunnhvatr(?) e Þórulfr, essi hanno eretto questa pietra in memoria di Tóki, loro padre. Egli perì all'estero in Grecia. Possa Dio aiutare il suo spirito e la sua anima."

#### U 270

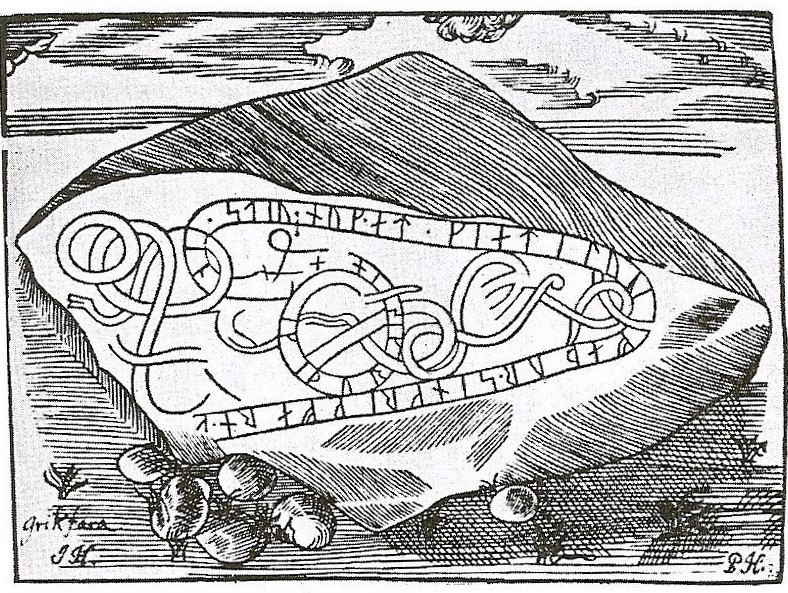
Pietra runica U 270.

La pietra runica U 270 fu scoperta a Smedby (posizione) presso Vallentuna e disegnata da Johan Hadorph e dal suo assistente Johan Peringskiöld durante la ricerca nazionale di monumenti storici del 1667-1684. Richard Dybeck scrisse nel 1867 di aver visto la pietra intatta tre anni prima, ma che era stata utilizzata per la costruzione di una cantina nel 1866; Dybeck citò il contadino colpevole del fatto, ed il processo fu portato avanti dall'Accademia Reale svedese di lettere, storia e antichità. La documentazione presentata nel caso mostra che essa era stata eretta presso la fattoria e che fu fatta saltare in aria tre volte in piccoli pezzi che potessero essere utilizzati per la costruzione della cantina; una ricostruzione della pietra runica fu dichiarata impossibile. La pietra era alta 2,5 m e larga 1,2 m, e fu eretta in memoria di un padre che sembra essersi recato in Grecia.
Traslitterazione:
[ikiþur- isina... ...-- * stiu nuk * at * kiatilu... faþur * sin krikfarn * k...]
Trascrizione:
Ingiþor[a] ... ... <stiu> ok at Kætil..., faður sinn, Grikkfara(?) ...
Traduzione:
"Ingiþóra ... ... e in memoria di Ketill-... suo padre, (un) viaggiatore in Grecia(?) ..."

#### U 358

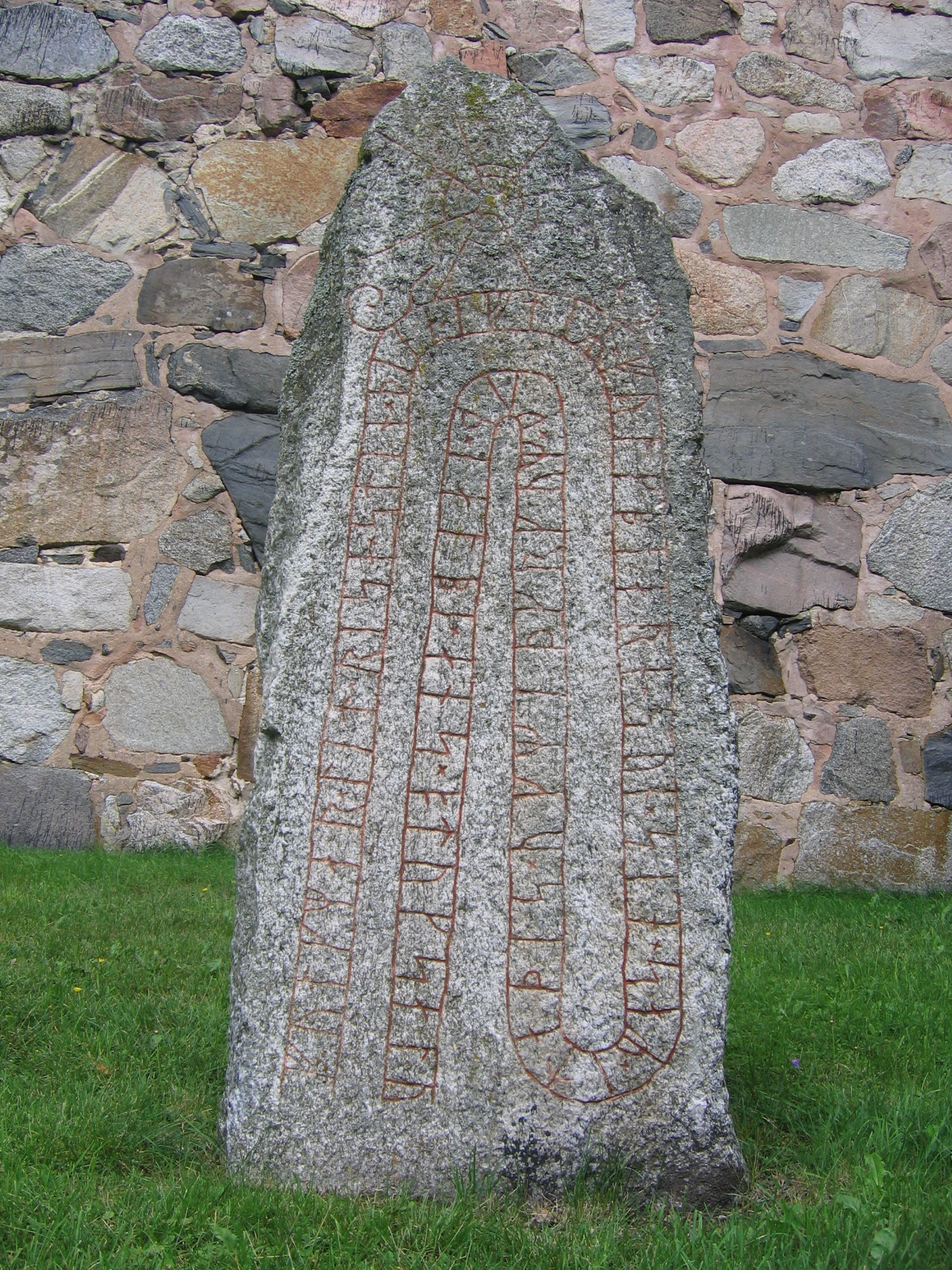
Pietra runica U 358.

La pietra runica U 358 (posizione), in stile RAK, fu menzionata per la prima volta da Richard Dybeck che la scoprì nelle fondamenta del campanile della chiesa di Skepptuna; i parrocchiani non gli permisero di riportare alla luce l'intera iscrizione e poco dopo nascosero la pietra sotto un sottile strato di terra: fu solo nel 1942 che essa fu rimossa dal campanile ed eretta pochi passi più in là. La pietra è in granito grigio chiaro; misura 2,05 m di altezza e 0,78 m di larghezza. Il committente si chiamava Folkmarr, un nome altrimenti ignoto nella Scandinavia dell'Epoca Vichinga (sebbene si conoscano testimonianze di tale nome dopo la fine dell'Epoca); esso era d'altro canto un nome comune nelle lingue germaniche occidentali, specialmente presso i Franchi.
Traslitterazione:
fulkmar × lit × risa × stin × þina × iftiR × fulkbiarn × sun × sin × saR × itaþis × uk miþ krkum × kuþ × ialbi × ans × ot uk salu
Trascrizione:
Folkmarr let ræisa stæin þenna æftiR Folkbiorn, sun sinn. SaR ændaðis ok með Grikkium. Guð hialpi hans and ok salu.
Traduzione:
"Folkmarr ha eretto questa pietra in memoria di Folkbjörn, suo figlio. Incontrò anche la sua fine tra i Greci. Possa Dio aiutare il suo spirito e la sua anima."

#### U 374

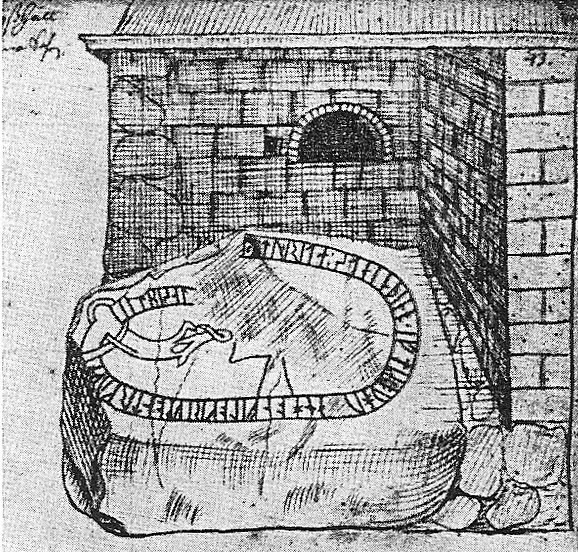
Pietra runica U 374.

La pietra runica U 374 era una pietra un tempo esistente ad Örby (posizione). Nel 1673, durante la ricerca nazionale di monumenti storici, Abraham Winge riportò che vi erano due pietre runiche ad Örby, ma nel 1684 Peringskiöld, recatovisi per documentare e disegnare le due pietre, ne trovò solamente una (la U 373): scoprì invece la seconda (oppure una terza), quella oggi chiamata U 374, utilizzata come base di un camino. Questo suo uso fu dannoso per l'iscrizione, e l'ultima volta che qualcuno scrisse di averla vista fu nel 1728: il disegno di Peringskiöld è di conseguenza l'unico documento esistente su tale iscrizione. L'altezza della pietra era di 1,5 m e la sua larghezza era di 0,88 m; è stata attribuita al maestro runico Åsmund Kåresson.
Traslitterazione:
[... litu ' rita : stain þino * iftiR * o-hu... ...an hon fil o kriklontr kuþ hi-lbi sal...]
Trascrizione:
... letu retta stæin þenna æftiR ... ... Hann fell a Grikklandi. Guð hi[a]lpi sal[u].
Traduzione:
"... ha eretto questa pietra in memoria di ... ... Egli cadde in Grecia. Possa Dio aiutare la [sua] anima."

#### U 431

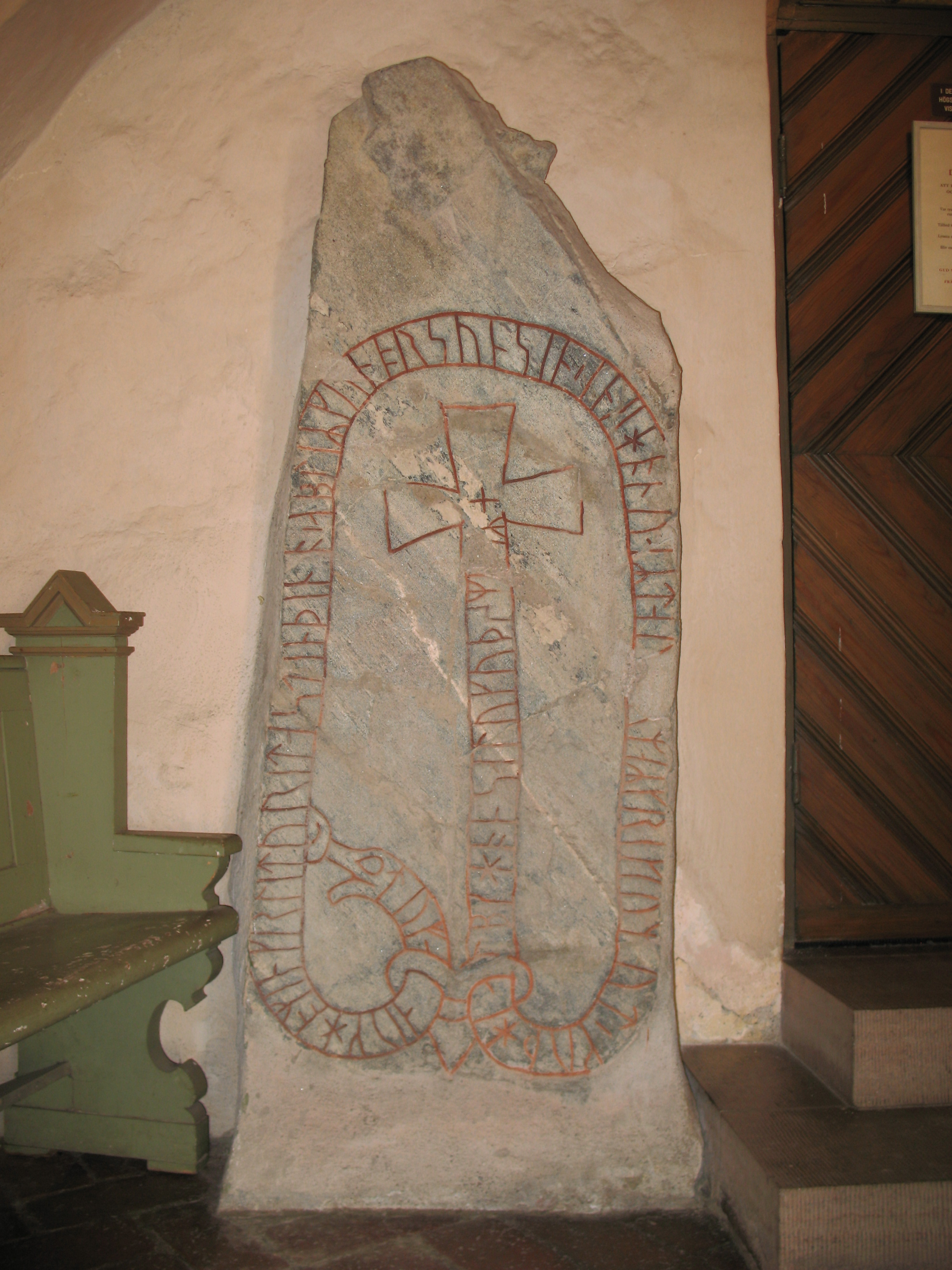
Pietra runica U 431.

La pietra runica U 431 (posizione) fu scoperta, come la U 430, in un prato appartenente all'osteria di Åshusby quando delle pietre furono fatte saltare in aria per preparare il terreno per il raccolto nel 1889: poiché la pietra giaceva con la faccia con le rune verso il basso, essa fu fatta esplodere e fu solo durante la raccolta dei frammenti che fu scoperta l'iscrizione; la pietra fu riparata alla bell'e meglio e spostata nell'atrio della chiesa di Norrsunda. È in gneiss blu-grigio, e misura 1,95 m in altezza e 0,7 m in larghezza; le facce sono insolitamente lisce. L'iscrizione è in stile Ringerike (Pr2), ed è attribuita al maestro runico Åsmund Kåresson. Fu eretta da una madre ed un padre, Tófa e Hemingr, in memoria di loro figlio Gunnarr, che morì "tra i Greci", ed è veramente insolito che la madre sia menzionata prima del padre.
Traslitterazione:
tufa auk hominkr litu rita stin þino ' abtiR kunor sun sin ' in -- hon u(a)R ta(u)-(r) miR krikium ut ' kuþ hialbi hons| |salu| |uk| |kuþs m--(i)(R)
Trascrizione:
Tofa ok HæmingR letu retta stæin þenna æftiR Gunnar, sun sinn. En ... hann vaR dau[ð]r meðr Grikkium ut. Guð hialpi hans salu ok Guðs m[oð]iR.
Traduzione:
"Tófa e Hemingr hanno eretto questa pietra in memoria di Gunnarr, loro figlio, e ... Egli morì all'estero tra i Greci. Possano Dio e la Madre di Dio aiutare la sua anima."

#### U 446

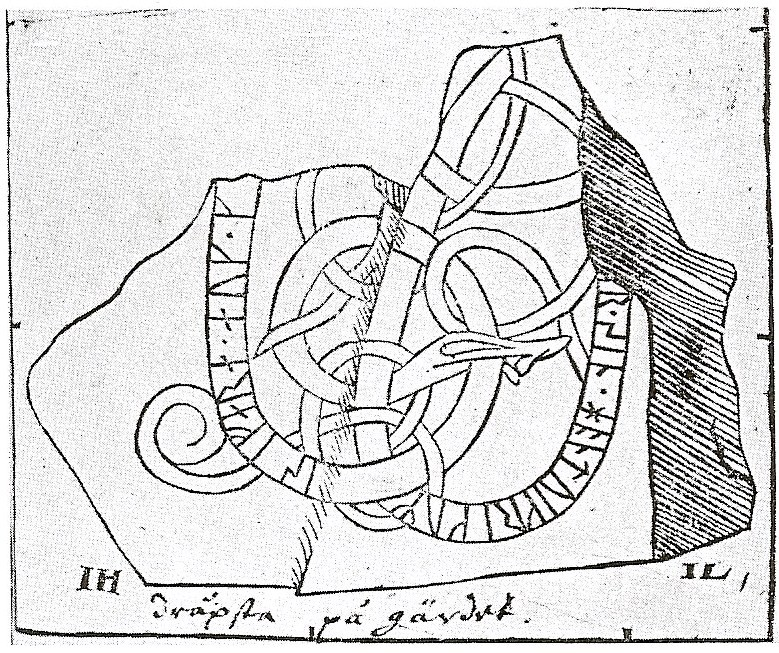
Pietra runica U 446.

Un frammento della pietra runica U 446 di Droppsta (posizione) è solamente attestato da una documentazione stilata durante la ricerca nazionale di monumenti storici del XVII secolo, e durante la preparazione della sezione dell'Uppland delle Sveriges runinskrifter (1940-1943) gli studiosi cercarono senza successo qualunque resto della pietra. Il frammento era ciò che rimaneva della parte inferiore di una pietra runica, e sembra essere diviso in due parti di cui una costituiva la prima parte dell'iscrizione e l'altra costituiva l'ultima; il frammento sembra essere stato di 1,10 m di altezza e 1,2 m di larghezza, redatto in stile di Urnes (Pr3 o Pr4). Le rune isifara sono state interpretate come æist-fari che significa "viaggiatore in Estonia", come noto grazie ad un'iscrizione in Södermanland, ma le altre sono lasciate indecifrate dal progetto Rundata.
Traslitterazione:
[isifara * auk * ...r * sin * hon tu i krikum]
Trascrizione:
<isifara> ok ... sinn. Hann do i Grikkium.
Traduzione:
"<isifara> e ... il loro. Egli morì in Grecia."

#### U 518

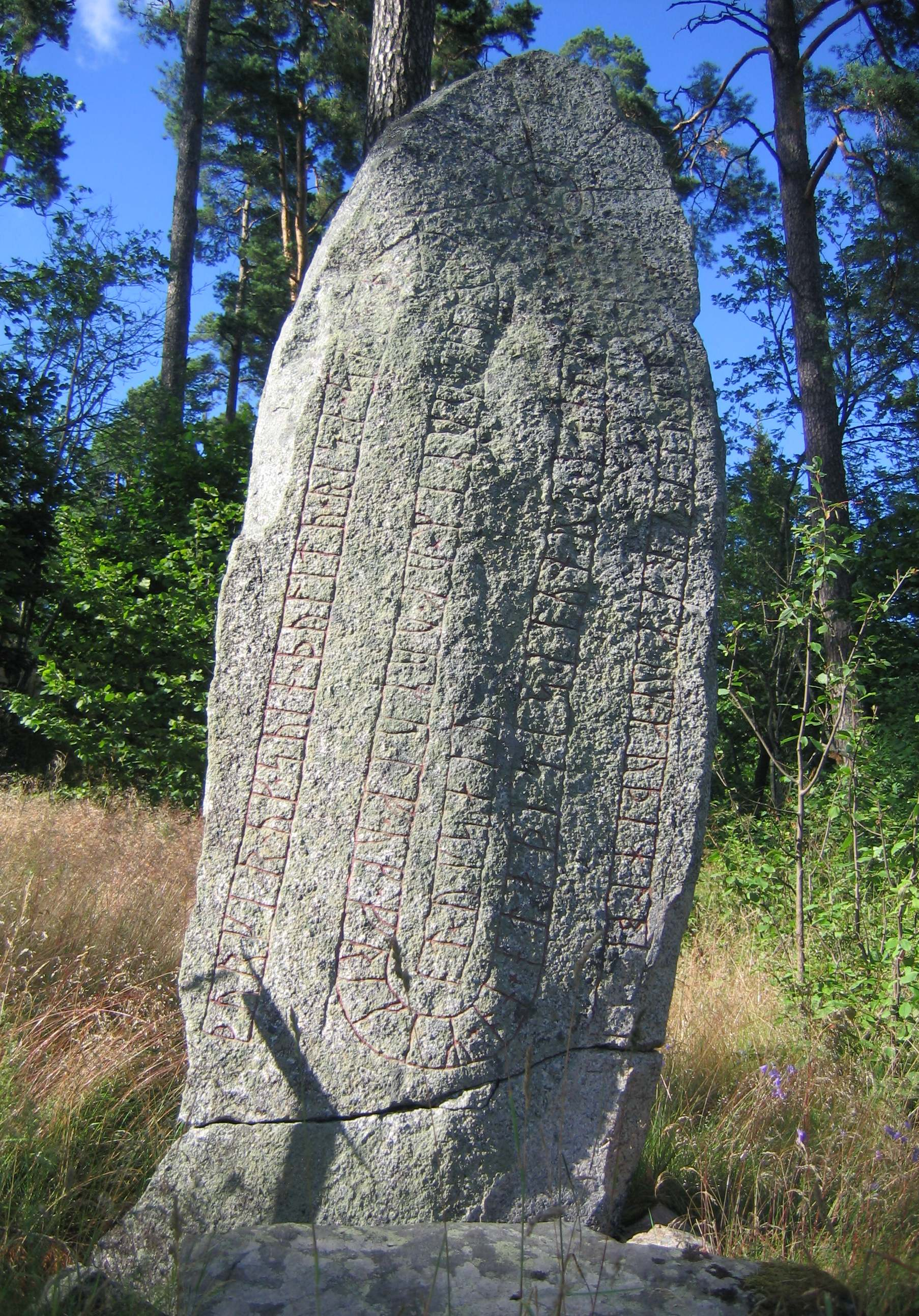
Pietra runica U 518.

La pietra runica U 518 (posizione) è in stile RAK, ed è stata eretta sul fianco meridionale di un declivio ricco di pini 700 m a nord-est dell'edificio principale della fattoria Västra Ledinge. La pietra fu resa nota da Richard Dybeck in diverse pubblicazione negli anni '60 dell'XIX secolo, e a quel tempo era stata recentemente distrutta in diversi pezzi di cui la base rimaneva sul terreno; nel 1942 la pietra fu riparata ed eretta nuovamente nel luogo originario. Essa consiste di granito grigio e ruvido.
La pietra runica fu fatta in memoria di tre uomini, due dei quali morirono in Grecia mentre un terzo, Freygeirr, morì in una località oggi dibattuta scritta come i silu × nur. Richard Dybeck suggerì che si potesse riferire alla vicina fattoria di Skällnora oppure al lago Siljan, e Sophus Bugge identificò il luogo come "il nord di Saaremaa" (Øysilu nor), mentre Erik Brate lo ritiene essere Salo, in Finlandia. L'attuale opinione, così come è presentata su Rundata, deriva da una più recente analisi di Otterbjörk (1961), che la considera riferirsi ad uno stretto dell'isola Selaön, nel Mälaren.
Traslitterazione:
þurkir × uk × suin × þu litu × risa × stin × þina × iftiR × urmiR × uk × urmulf × uk × frikiR × on × etaþis × i silu × nur × ian þiR antriR × ut i × krikum × kuþ ihlbi --R(a) ot × uk salu
Trascrizione:
Þorgærðr ok Svæinn þau letu ræisa stæin þenna æftiR OrmæiR ok Ormulf ok FrøygæiR. Hann ændaðis i Silu nor en þæiR andriR ut i Grikkium. Guð hialpi [þæi]Ra and ok salu.
Traduzione:
"Þorgerðr e Sveinn, essi hanno eretto questa pietra in memoria di Ormgeirr ed Ormulfr e Freygeirr. Egli trovò la sua fine nello stretto di Sila (Selaön), e gli altri all'estero in Grecia. Possa Dio aiutare i loro spiriti e le loro anime."

#### U 540

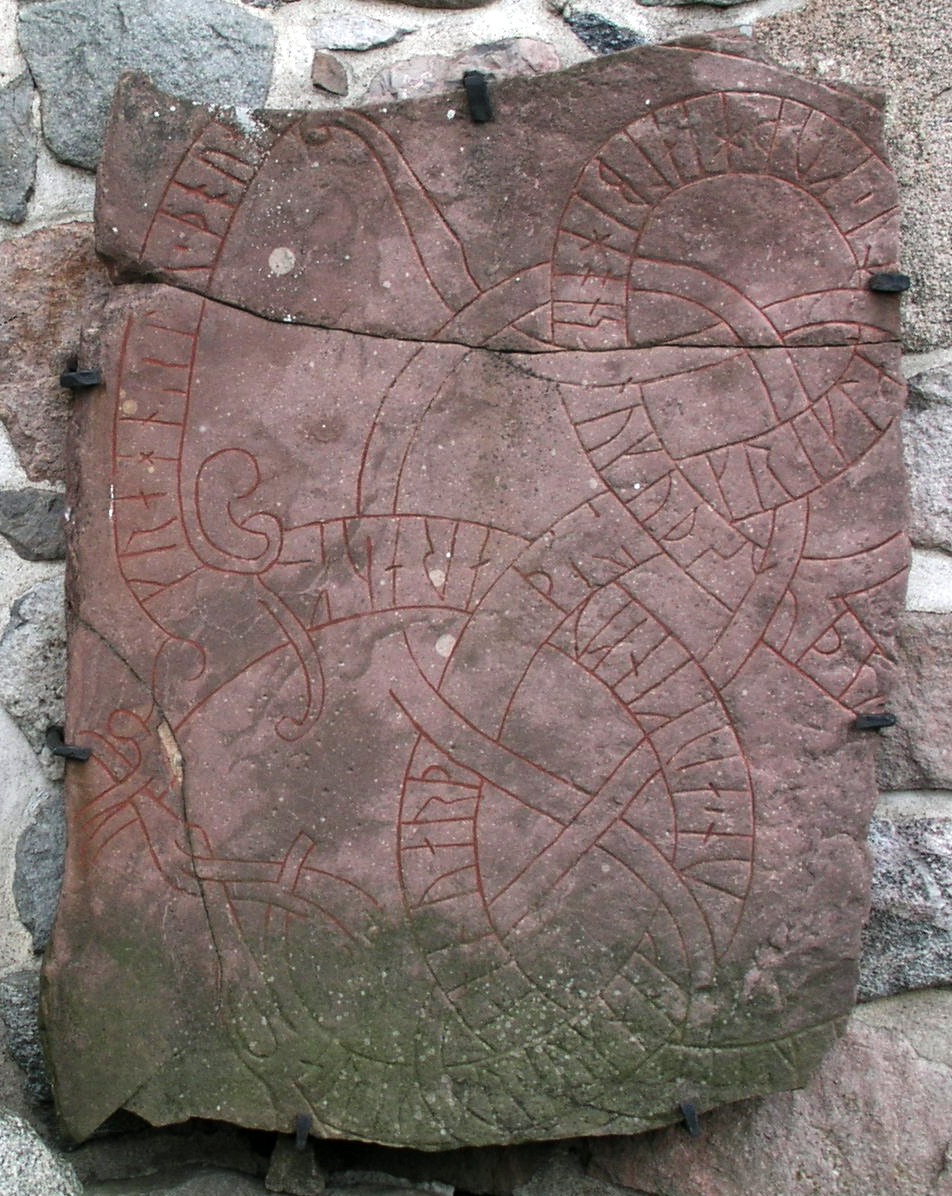
Pietra runica U 540.

La pietra runica U 540 (posizione) è in stile di Urnes (Pr4) ed è attribuita al maestro runico Åsmund Kåresson. È fissata con acciaio al muro settentrionale della chiesa di Husby-Sjuhundra, ma quando la pietra fu documentata per la prima volta da Johannes Bureus nel 1638 egli notò che era usata come soglia dell'atrio della chiesa; aveva ancora questa funzione quando Richard Dybeck la visitò nel 1871, ed egli la sistemò in modo che l'intera scritta fosse visibile per farne un calco. Nel 1887 i parrocchiani decisero di estrarre sia la U 540 che la U 541 dalla chiesa e, con l'aiuto economico dell'Accademia Reale svedese di lettere, storia e antichità, le due pietre forono rimosse ed attaccate fuori contro il muro nord. La pietra è di arenaria rossa, alta 1,50 m e larga 1,13 m; diverse parti della pietra e della sua iscrizione sono andate perdute, e si è consumata a causa del suo precedente uso come soglia.
Secondo una teoria proposta dal germanista F. A. Braun (1910), basata sulle pietre runiche U 513, U 541, Sö 179 e Sö 279, l'Ingvarr addolorato dell'iscrizione sarebbe Ingvar il Viaggiatore, il figlio del re di Svezia Emund il Vecchio. Braun scrive che le pietre furono erette ad Husby, residenza reale, e che i nomi Eiríkr (Eric) e Hákon erano piuttosto rari in Svezia, ma tipici della casa regnante, i Munsö; Önundr sarebbe Anund Gårdske, cresciuto in Russia, mentre Eiríkr sarebbe uno dei due pretendenti al trono (Erik VII o Erik VIII) e Hákon risulterebbe Haakon il Rosso. Queste identificazioni dei tre uomini Eiríkr, Hákon ed Ingvarr compaiono anche nel lavoro di riferimento Nordiskt runnamnslexikon (2002), dove si aggiunge che Eiríkr è considerato comparire anche sulla pietra di Hillersjö e sulla U 20; fa inoltre corrispondere Hákon con il committernte delle pietre del ponte di Gunnarr (Ög 162 ed Ög Fv1970;310).
Traslitterazione:
airikr ' auk hokun ' auk inkuar aukk rahn[ilt]r ' þou h--... ... ...-R ' -na hon uarþ [tau]þ(r) [a] kriklati ' kuþ hialbi hons| |salu| |uk| |kuþs muþi(R)
Trascrizione:
ÆirikR ok Hakon ok Ingvarr ok Ragnhildr þau ... ... ... ... Hann varð dauðr a Grikklandi. Guð hialpi hans salu ok Guðs moðiR.
Traduzione:
"Eiríkr e Hákon ed Ingvarr e Ragnhildr, essi ... ... ... ... Egli morì in Grecia. Possano Dio e la madre di Dio aiutare la sua anima."

#### U 792

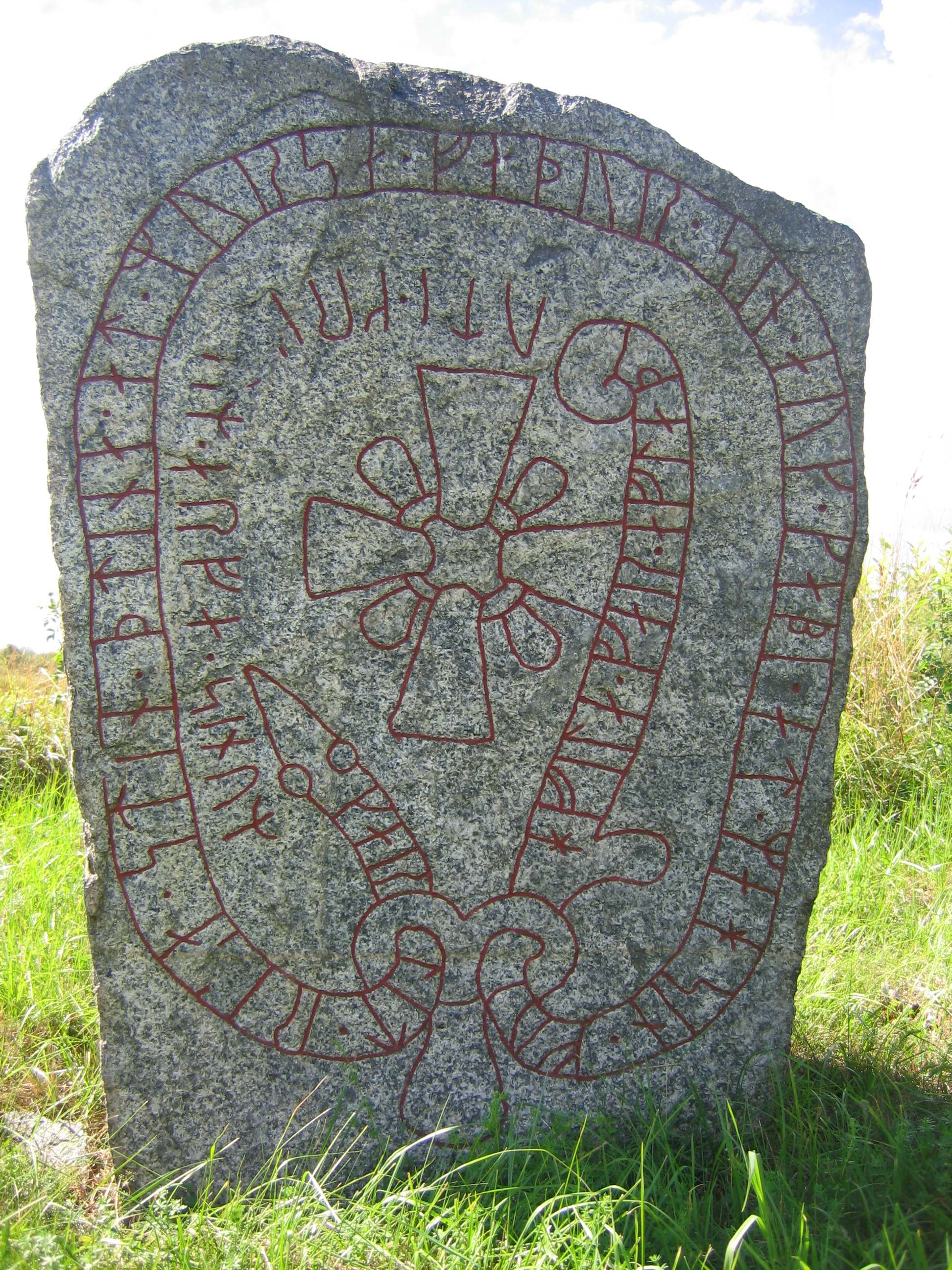
Pietra runica U 792.

La pietra runica U 792 (posizione) è in stile RAK (Fp) ed è attribuita al maestro runico Balle il Rosso; è costituita di grantio grigio e misura 1,65 m in altezza e 1,19 m in larghezza. Essa fu originariamente eretta insieme ad una seconda pietra, una su ciascun lato dell'Eriksgata laddove la strada passava un guado, circa 300 m ad ovest di dove si trova oggi la fattoria di Ulunda: l'Eriksgata era il percorso che i re di Svezia appena eletti compivano viaggiando attraverso il Paese per essere accettati dai þing locali. La pietra fu documentata per la prima volta da Johannes Bureus nel XVII secolo, e più tardi nello stesso secolo da Johan Peringskiöld, che la considerava essere una pietra significativa eretta in memoria di un re minore, o di un condottiero, in tempi pagani; quando Richard Dybeck la visitò nel 1863, essa si stava inclinando considerevolmente, e nel 1925 venne riportato che era completamente caduta sulla riva del fiume. Fu solamente nel 1946 che il Riksantikvarieämbetet la fece ri-erigere. La pietra fu eretta in memoria di un uomo (probabilmente Haursi) da suo figlio Kárr e dal cognato; Haursi era tornato dalla Grecia con molte ricchezze, che lasciò a suo figlio dopo la sua morte.
Traslitterazione:
kar lit * risa * stin * þtina * at * mursa * faþur * sin * auk * kabi * at * mah sin * fu- hfila * far * aflaþi ut i * kri[k]um * arfa * sinum
Trascrizione:
Karr let ræisa stæin þenna at Horsa(?), faður sinn, ok Kabbi(?)/Kampi(?)/Kappi(?)/Gapi(?) at mag sinn. Fo[r] hæfila, feaR aflaði ut i Grikkium arfa sinum.
Traduzione:
"Kárr ha eretto questa pietra in memoria di Haursi(?), suo padre; e Kabbi(?)/Kampi(?)/Kappi(?)/Gapi(?) in memoria del suo fratello-di-matrimonio. (Egli) viaggiò competentemente; guadagnò ricchezze in Grecia per il suo erede."

#### U 922

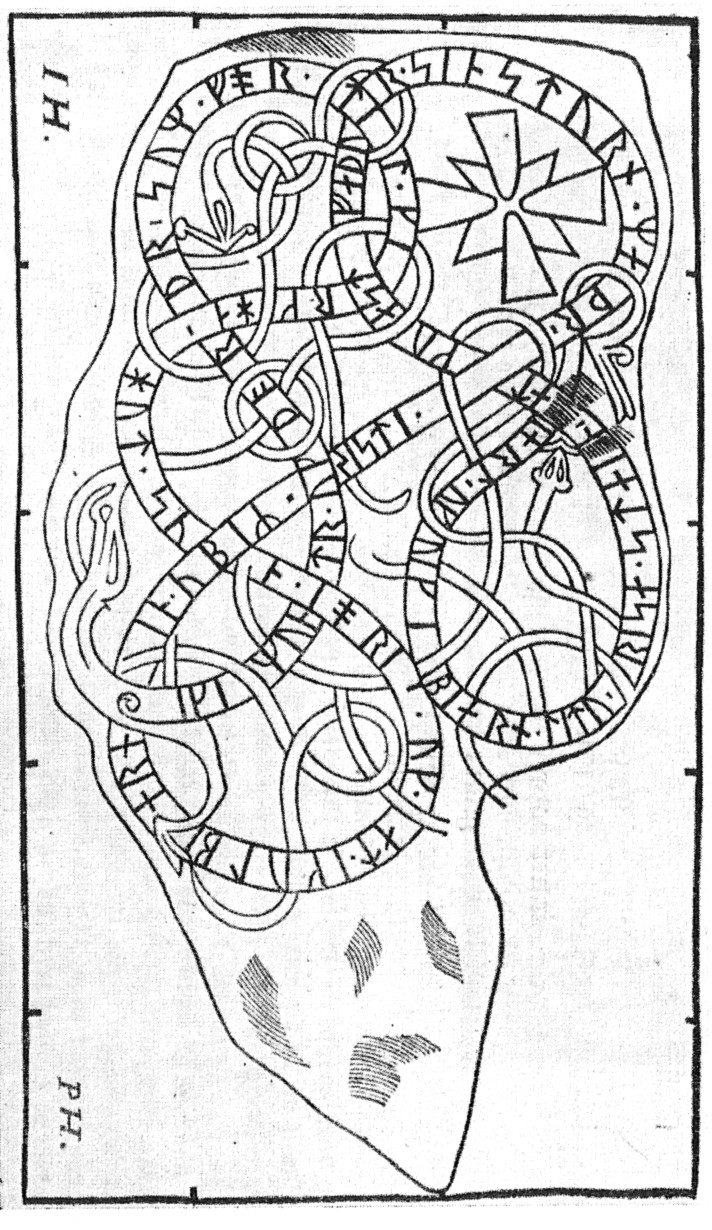
Pietra runica U 922.

La pietra runica U 922 (posizione) è in stile di Urnes (Pr4) e misura 2,85 m di altezza e 1,5 m di larghezza; si trova nascosta dentro al pavimento della cattedrale di Uppsala, presso la tomba di re Gustavo I di Svezia. La sua esistenza fu documentata per la prima volta da Johannes Bureus nel 1594, e nel 1666 Johannes Schefferus parlò della pietra come di una delle tante pietre runiche che erano state classificate come pagane e quindi utilizzate come materiale di costruzione per la cattedrale; Schefferus considerava la U 922 la più importante di queste pietre, e si rammaricava del fatto che alcune parti giacevano sotto una colonna e non potevano dunque essere lette interamente. Nel 1675, Olof Verelius scoprì che essa era stata scolpita in memoria di un viaggiatore in Grecia, ma ancora nel 1712 il viaggiatore francese Aubrey de la Motraye scrisse a casa che era stato informato che era stata fatta in memoria di un viaggiatore a Gerusalemme. L'ultimo studioso che riportò che l'iscrizione era visibile fu Olof Celsius nel 1729, e sembra che poco dopo sia stata ricoperta da un nuovo pavimento. Nel 1950 il professor Elias Wessén ed il custode di antichità della contea richiesero che fosse rimossa per migliori analisi insieme ad altre tre pietre, ma la richiesta fu respinta dall'Ufficio Reale delle Costruzioni (KBS) a causa di problemi di sicurezza
Ígulbjörn compare anche su una seconda pietra della cattedrale di Uppsala, la U 925, fatta da Ígulbjörn in memoria di suo figlio GagR che morì "al Sud", dove con "Sud" ci si riferisce probabilmente all'Impero Bizantino.
Traslitterazione:
ikimuntr ' uk þorþr * [iarl ' uk uikibiarn * litu ' risa * stain ' at] ikifast * faþur [* sin sturn*maþr '] sum ' for ' til * girkha ' hut ' sun ' ionha * uk * at * igulbiarn * in ybiR [* risti *]
Trascrizione:
Ingimundr ok Þorðr, Iarl ok Vigbiorn(?) letu ræisa stæin at Ingifast, faður sinn, styrimaðr, sum for til Girkia ut, sunn Iona(?), ok at Igulbiorn. En ØpiR risti.
Traduzione:
"Ingimundr e Þórðr (e) Jarl e Vígbjôrn(?) hanno eretto la pietra in memoria di Ingifastr, loro padre, un capitano che viaggiò all'estero in Grecia, figlio di Ióni(?); e in memoria di Ígulbjôrn. Ed Œpir l'ha incisa."

#### U 956

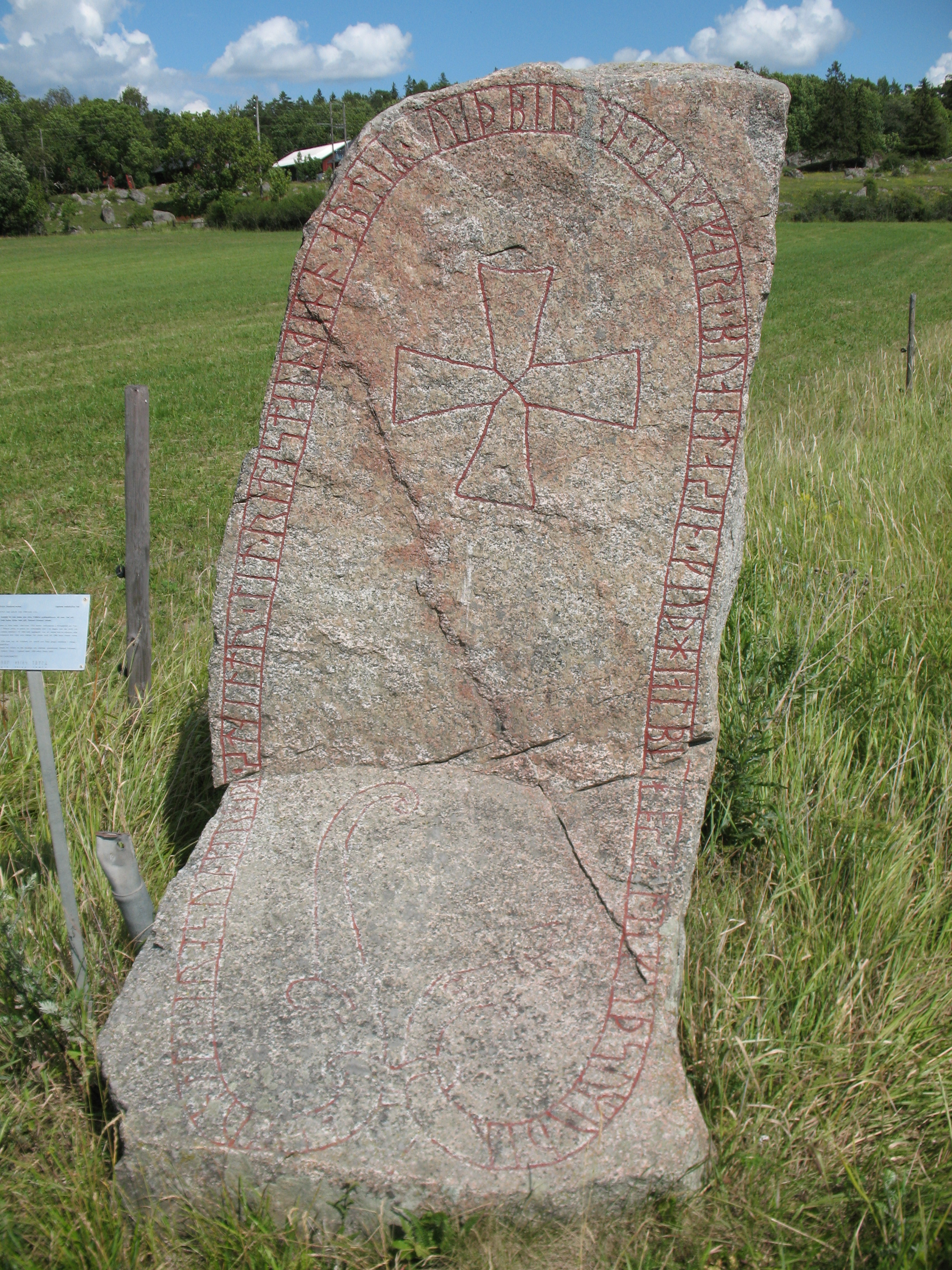
Pietra runica U 956.

La pietra runica U 956 (posizione) fu fatta dal maestro runico Åsmund Kåresson in stile di Urnes (Pr3); è stata eretta a Vedyxa, presso Uppsala, circa 80 m ad est dell'incrocio fra la strada per Lövsta e la strada di campagna tra Uppsala e Funbo. La pietra è di granito grigio ed ha una forma insolita, con due superfici lisce ed un angolo ottuso tra loro; l'iscrizione è alta 2,27 m, di cui la parte superiore è di 1,37 m e l'inferiore di 0,9 m, e la larghezza è di 0,95 m.
Fu documentata per la prima volta da Johannes Haquini Rhezelius (m. 1666), e più tardi nel 1710 da Johan Peringskiöld, che commentò che l'iscrizione era leggibile nonostante il fatto che la pietra fosse stata spezzata in due parti; al contrario degli studiosi odierni, Peringskiöld collegò la pietra, come le altre pietre runiche della Grecia, alle guerre dei Goti nel sud-est dell'Europa dal III secolo in avanti. Olof Celsius visitò la pietra tre volte, l'ultima nel 1726 insieme al nipote Anders: Celsius scrisse che Peringskiöld si era sbagliato e che la pietra era intatta, sebbene dia l'impressione di essere spezzata in due, e la stessa osservazione fu fatta anche da Richard Dybeck nel 1866.
Traslitterazione:
' stniltr ' lit * rita stain þino ' abtiR ' uiþbiurn ' krikfara ' buanta sin kuþ hialbi hos| |salu| |uk| |kuþs u muþiR osmuntr kara sun markaþi
Trascrizione:
Stæinhildr let retta stæin þenna æptiR Viðbiorn Grikkfara, boanda sinn. Guð hialpi hans salu ok Guðs <u> moðiR. Asmundr Kara sunn markaði.
Traduzione:
"Steinhildr ha eretto questa pietra in memoria di Viðbjôrn, suo marito, che viaggiò in Grecia. Possano Dio e la madre di Dio aiutare la sua anima. Ásmundr figlio di Kári l'ha firmata."

#### U 1016

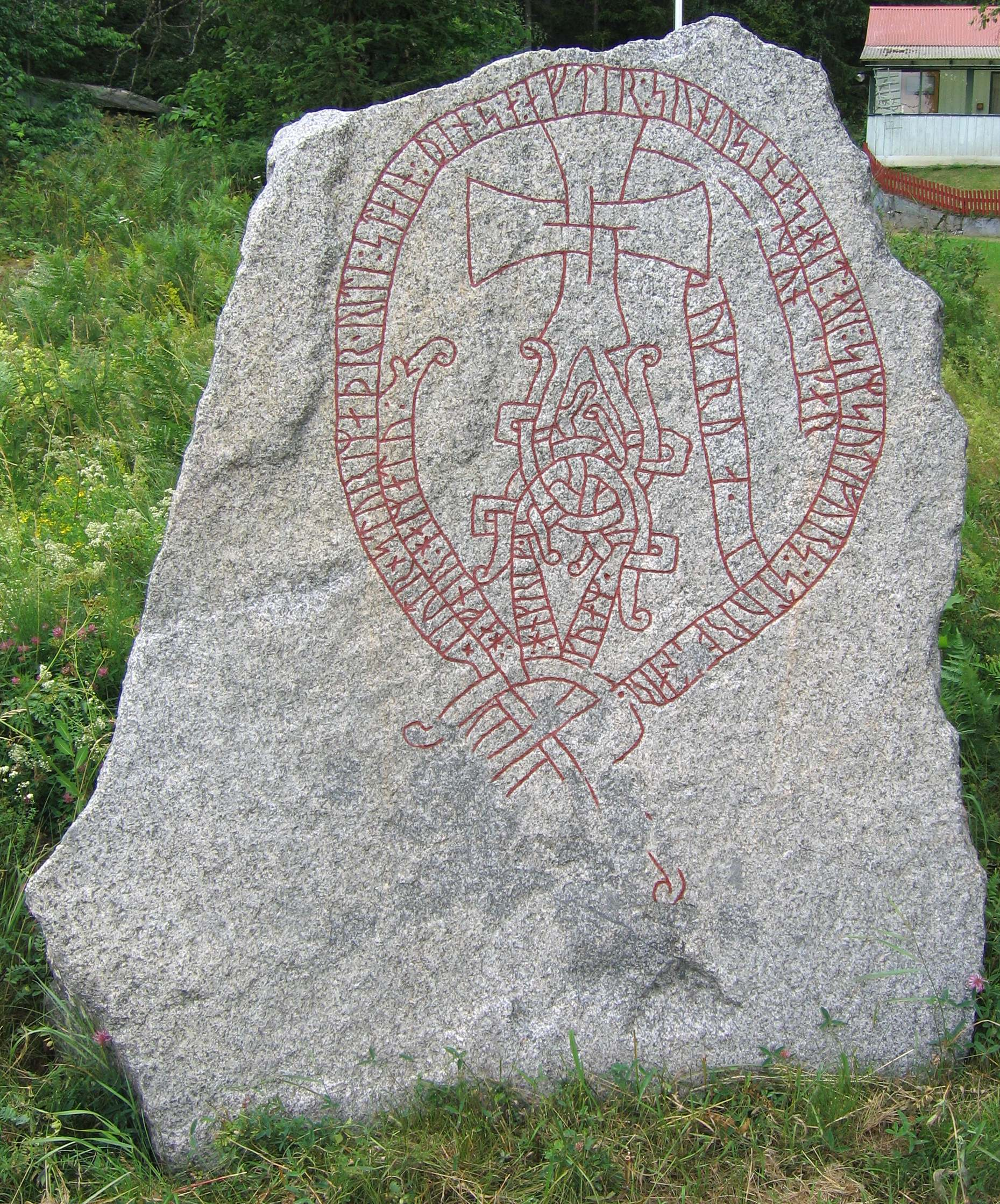
Pietra runica U 1016.

La pietra runica U 1016 (posizione) è in granito ruvido grigio chiaro, ed è alta 1,91 m e larga 1,62 m; si trova in un bosco 5 m ad ovest della strada per il villaggio di Fjuckby, a 50 m dagli incroci e circa 100 m a sud-sud-est della fattoria di Fjuckby. Il primo studioso a parlare della pietra fu Johannes Bureus, che la visitò il 19 giugno 1638. Molti altri la visitarono nei secoli successivi, come Rhezelius nel 1667, Peringskiöld nel 1694 ed Olof Celsius nel 1726 e nel 1738; nel 1864 Richard Dybeck scrisse che la pietra era stata, come altre nelle vicinanze, eretta nuovamente durante l'estate.
Parte dell'ornamento è andato perduto per la caduta a terra della pietra, il che probabilmente avvenne nel XVII secolo, ma l'iscrizione è intatta. Le rune furono temporaneamente classificate nello stile Ringerike Pr2, ma Wessén e Jansson (1953-1958) commentano che l'ornamento è considerato inusuale ed è differente da quello della maggior parte delle pietre della zona: altre pietre in stile analogo sono la pietra di Vang e la pietra di Alstad in Norvegia e la Sö 280 e la U 1146 in Svezia; lo stile è stato concepito per essere utilizzato su legno e metallo, ed è probabile che ben pochi maestri runici abbiano mai tentato di usarlo su pietra.
Simile in questo alla U 1011, quest'iscrizione utilizza il termine stýrimaðr come un titolo che viene tradotto come "capitano"; in altre pietre lo stesso termine apparentemente descrive colui che lavora come nocchiere su una nave. Vi sono state interpretazioni differenti di parti dell'iscrizione, ma le due seguenti compaiono in Rundata (2008):
Traslitterazione:
§P * liutr : sturimaþr * riti : stain : þinsa : aftir : sunu * sina : sa hit : aki : sims uti furs : sturþ(i) * -(n)ari * kuam *: hn krik*:hafnir : haima tu : ...-mu-... ...(k)(a)(r)... (i)uk (r)(u)-(a) * ...
§Q * liutr : sturimaþr * riti : stain : þinsa : aftir : sunu * sina : sa hit : aki : sims uti furs : sturþ(i) * -(n)ari * kuam *: hn krik * : hafnir : haima tu : ...-mu-... ...(k)(a)(r)... (i)uk (r)(u)-(a) * ...
Trascrizione:
§P Liutr styrimaðr retti stæin þennsa æftiR sunu sina. Sa het Aki, sem's uti fors. Styrði [k]nærri, kvam hann GrikkhafniR, hæima do ... ... hiogg(?) ru[n]aR(?) ...
§Q Liutr styrimaðr retti stæin þennsa æftiR sunu sina. Sa het Aki, sem's uti fors. Styrði [k]nærri, kvam hann Grikkia. HæfniR, hæima do ... ... hiogg(?) ru[n]aR(?) ...
Traduzione:
§P "Ljótr il capitano ha eretto questa pietra in memoria dei suoi figli. Colui che perì all'estero era chiamato Áki. (Egli) guidava una nave da carico; giunse ai porti della Grecia; morì a casa ... ... intagliò le rune ..."
§Q "Ljótr il capitano ha eretto questa pietra in memoria dei suoi figli. Colui che perì all'estero era chiamato Áki. (Egli) guidava una nave da carico; giunse in Grecia. Hefnir morì a casa ... ... intagliò le rune ..."

#### U 1087

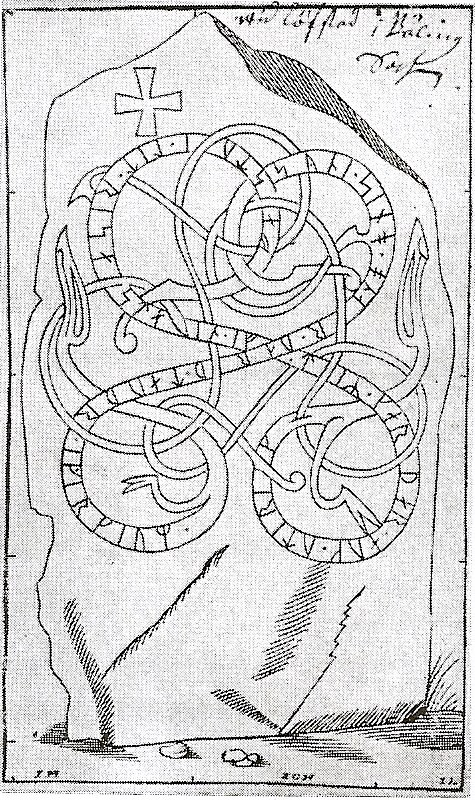
Pietra runica U 1087.

La pietra runica U 1087 (former posizione) era un'insolitamente grande ed imponente pietra runica in stile di Urnes (Pr4), ma è scomparsa. Prima che andasse perduta, essa fu studiata e descritta da diversi studiosi come Bureus, Rhezelius, Peringskiöld ed infine Olof Celsius nel 1726.
Peringskiöld commentò che la pietra era inclinata all'indietro in un campo di luppolo nella fattoria orientale di Lövsta, cosa che fu confermata più tardi da Celsius nel 1726; Stolpe tentò di trovarla, ma nel 1869 scrisse che il proprietario, che era a conoscenza della sua esistenza, gli aveva detto che era stata completamente coperta dalla terra, e nel 1951 un runologo tentò di localizzarla senza successo.
L'iscrizione aveva un'insolita runa k puntata in girkium ("Grecia"), il che la accomuna alla U 922, ma l'unica difficoltà sorta nell'interpretazione delle rune è la sequenza onar: Rhezelius la lesse come un nome, Onarius, che sarebbe appartenuto ad un terzo figlio, mentre Verelius, Peringskiöld, Dijkman e Celsius la interpretarono come il pronome annarr (che significa "l'altro") e la riferirono ad Ótryggr, interpretazione appoggiata da Wessén e Jansson (1953-1958) e dal progetto Rundata.
Traslitterazione:
[fastui * lit * risa stain * iftiR * karþar * auk * utirik suni * sino * onar uarþ tauþr i girkium *]
Trascrizione:
Fastvi let ræisa stæin æftiR Gærðar ok Otrygg, syni sina. Annarr varð dauðr i Grikkium.
Traduzione:
"Fastvé ha eretto questa pietra in memoria di Gerðarr e Ótryggr, suoi figli. L'altro (= il secondo) morì in Grecia."

### Södermanland
Ci sono sette pietre runiche in Södermanland che parlano di viaggi in Grecia. Due di esse sembrano menzionare comandanti della Guardia Variaga, ed un'altra parla di un thegn, un guerriero di alto livello, che combatté e morì insieme ai Greci.

#### Sö Fv1954;20

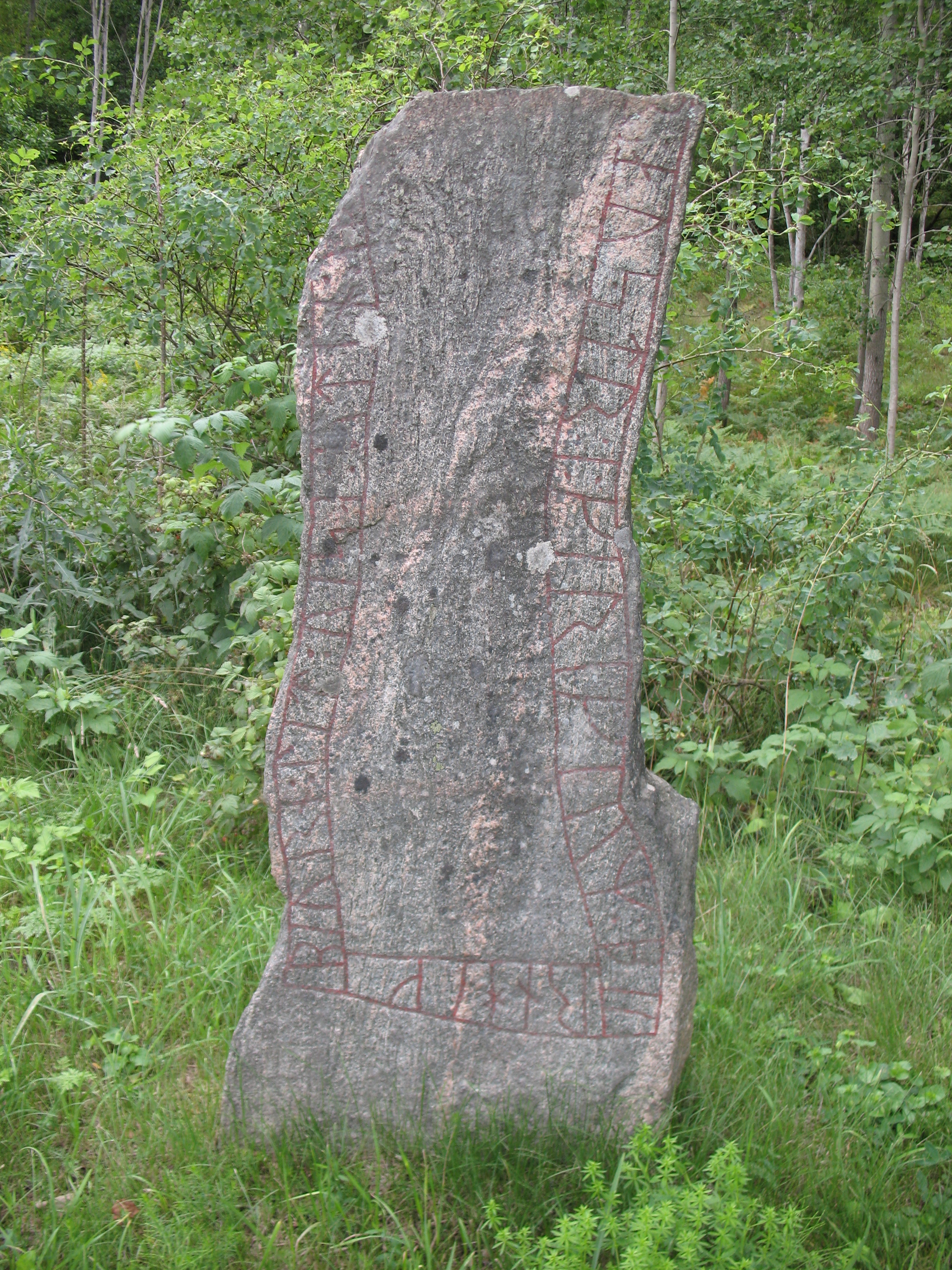
Pietra runica Sö Fv1954;20.

La pietra runica Sö Fv1954;20 (posizione) fu scoperta nel 1952 approssimativamente 500 m ad ovest-sud-ovest della villa di Nolinge mentre veniva arato un campo, insieme ad una pietra senza rune: di conseguenza era parte di un monumento di due pietre gemelle che erano state posizionate a 2–3 m da ciascuno dei due cigli di una strada importante a livello locale, dove segnavano un guado. Entrambe le pietre hanno perso la loro parte superiore e l'attuale loro altezza è di 1,52 m (di cui 1,33 fuori dal terreno), mentre la loro larghezza è di 0,55 m; l'iscrizione è stata classificata in stile Fp.
Traslitterazione:
biurn : lit : risa : stin : i(f)... ... ... ...r : austr : i : kirikium : biurn hik
Trascrizione:
Biorn let ræisa stæin æf[tiR] ... ... [dauð]r austr i Grikkium. Biorn hiogg.
Traduzione:
"Bjôrn ha eretto la pietra in memoria di ... ... morì nell'est in Grecia. Bjôrn l'intagliò."

#### Sö 82

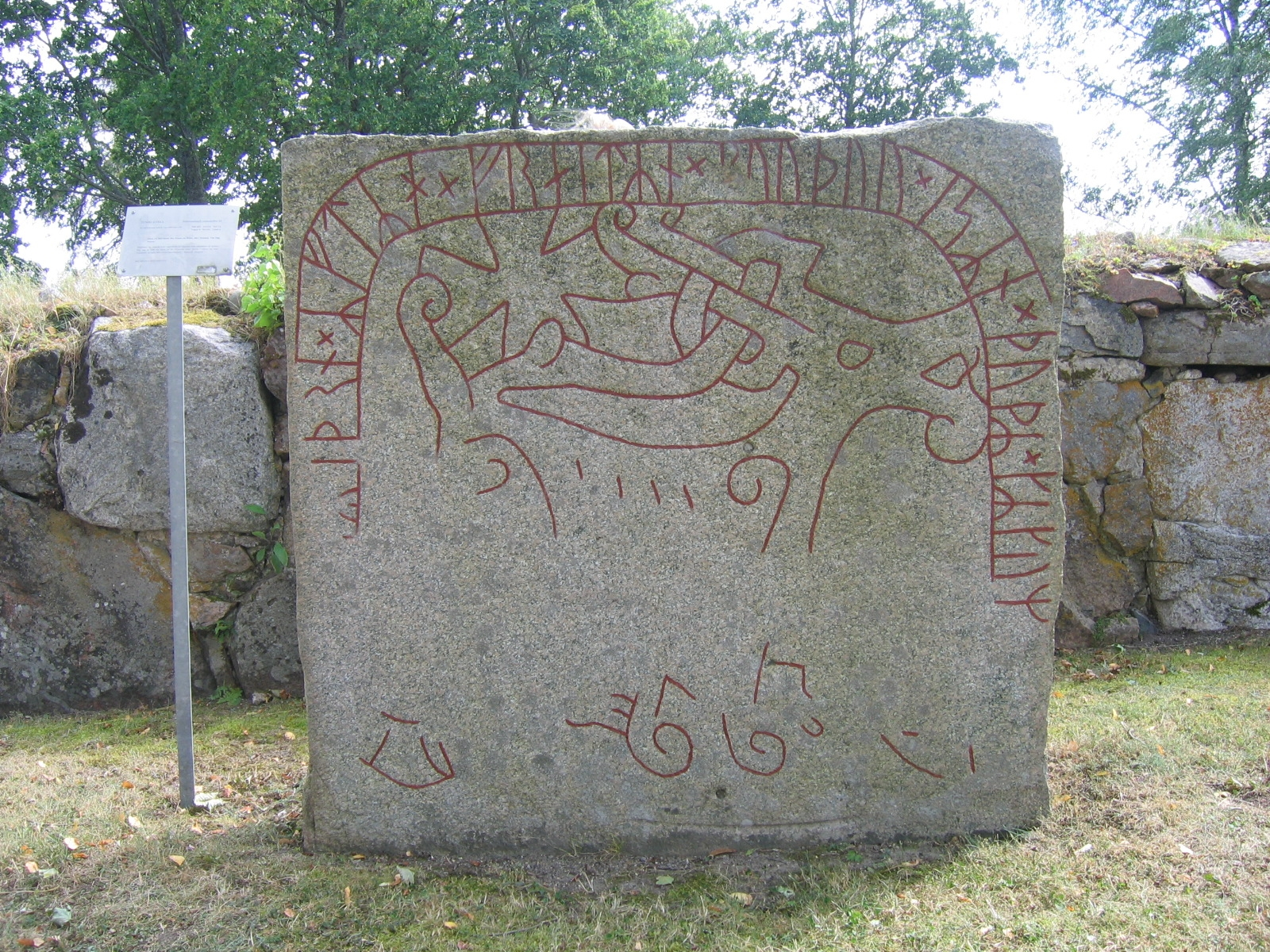
Pietra runica Sö 82.

La pietra runica Sö 82 (posizione) è in granito e misura 1,18 m di altezza e 1,30 m di larghezza; dapprima si trovava sotto una soglia di legno all'interno della chiesa di Tumbo, e la parte superiore era nascosta sotto il muro dell'atrio. Gran parte dell'iscrizione e dell'ornamento è stata distrutta, ma quanto è rimasto è classificato come in stile Fp o Ringerike Pr1; l'iscrizione consiste in parte di rune cifrate.
La pietra fu eretta da Vésteinn in memoria di suo fratello Freysteinn che morì in Grecia, e secondo Omeljan Pritsak Freysteinn era il comandante di una scorta. L'immagine di una bestia in forma di lupo al centro della Sö 82 tocca l'iscrizione all'altezza della parola "Freysteinn" e spalanca le fauci verso la parola che significa "morì"; poiché un noto kenning nella poesia norrena che significa "fu ucciso in battaglia" era che "il lupo fu nutrito", la combinazione di testo ed immagine ha portato alla conclusione che Freysteinn sia morto in battaglia in Grecia.
Sebbene l'immagine sulla pietra commemorativa includa una croce cristiana, i due nomi di persona nell'iscrizione si riferiscono entrambi al mondo pagano norreno: Þorsteinn include come elemento il nome del dio Thor e significa "pietra di Thor", mentre Vésteinn include la parola vé (che indica un tempio o santuario, ed usata nei nomi di persona vuol dire "sacro"), dando al nome il significato di "pietra sacra".
Traslitterazione:
[+] ui--(a)n [× (b)a-]iR × (i)þrn + RftRh × fraitRn × bruþur × [is](R)n × þuþR × kRkum (×) [þulR × iuk × uln ×]
Trascrizione:
Vi[st]æinn <ba-iR> <iþrn> æftiR Frøystæin, broður sinn, dauðr [i] Grikkium. Þuli(?)/ÞulR(?) hiogg <uln>.
Traduzione:
"Vésteinn ... in memoria di Freysteinn, suo fratello, (che) morì in Grecia. Þuli(?)/Þulr(?) intagliò ..."

#### Sö 85

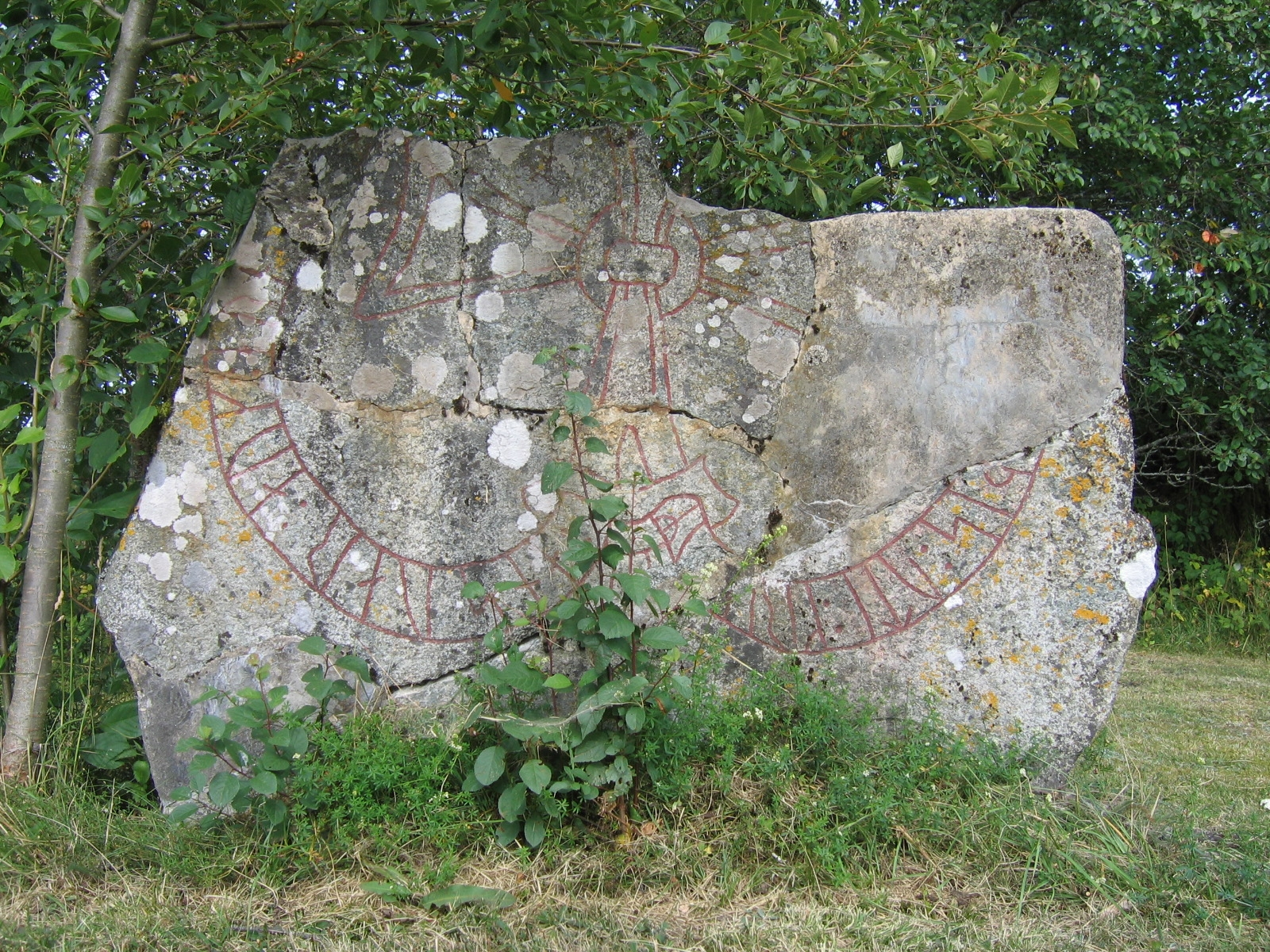
Pietra runica Sö 85.

La pietra runica Sö 85 (posizione) è una pietra runica in stile KB che attualmente misura 1,23 m in altezza. La pietra granitica fu scoperta in un piccolo ruscello, ma nel 1835 la pietra fu distrutta: alcuni pezzi furono portati a Munkhannar e Mälhammar, dove furono utilizzate per la costruzione di caminetti; i sette pezzi rimasti furono portati a Västerby nel 1855 per proteggerli con una recinzione, ma quando fu fatta un'indagine nel 1897 rimanevano solamente quattro pezzi: un'associazione di antiquari locali fece in modo che i quattro frammenti restanti fossero riassemblati a Västerby.
Traslitterazione:
: ansuar : auk : ern... ... [: faþur sin : han : enta]þis : ut i : krikum (r)uþr : ---...unk------an-----
Trascrizione:
Andsvarr ok Ærn... ... faður sinn. Hann ændaðis ut i Grikkium ... ...
Traduzione:
"Andsvarr ed Ern-... ... loro padre. Egli trovò la fine all'estero in Grecia. ... ..."

#### Sö 163

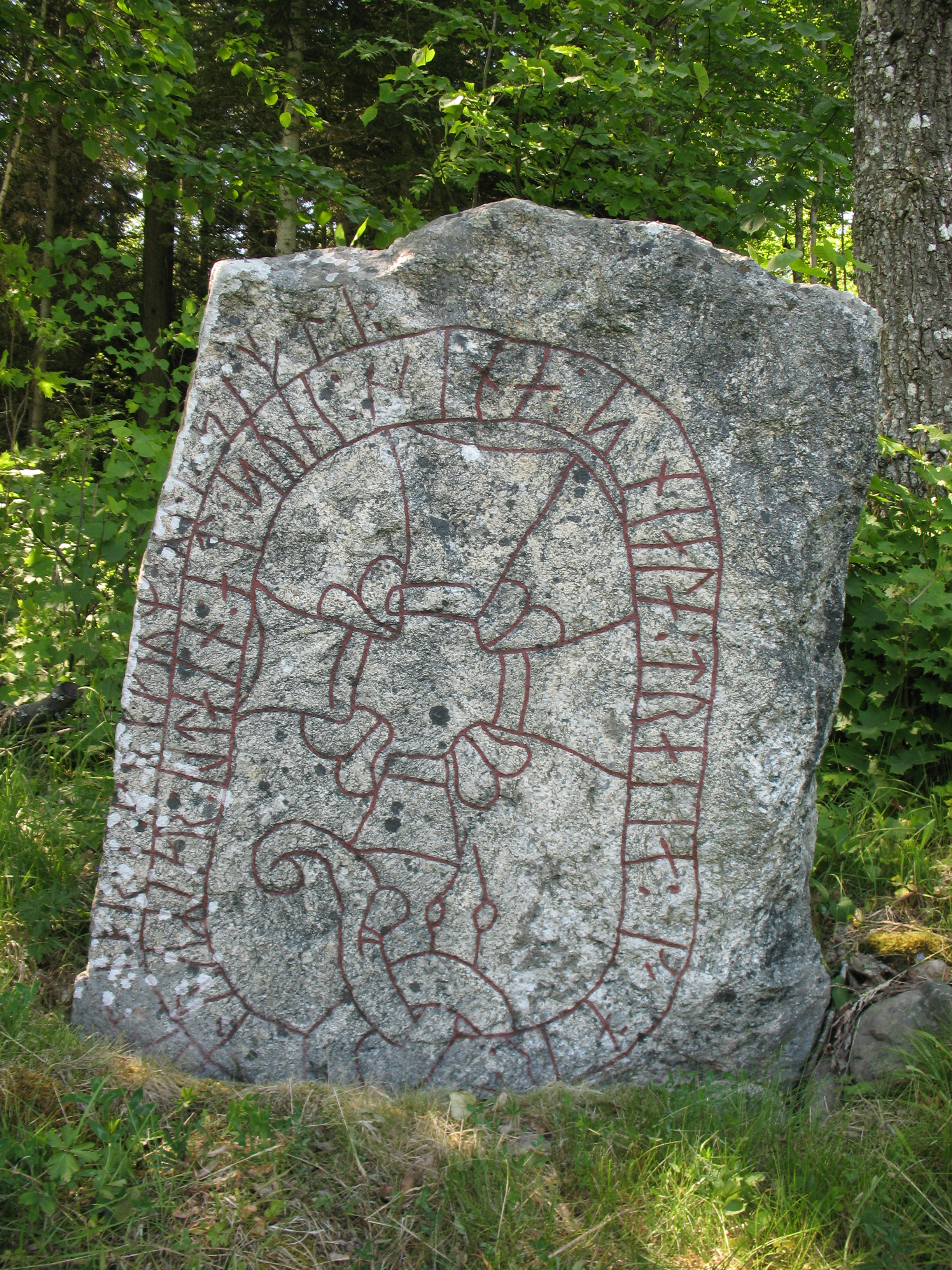
Pietra runica Sö 163.

La pietra runica Sö 163 (posizione) è in stile Fp ed è fatta di gneiss grigio; misura 1,22 m di altezza e 1 m di larghezza. La pietra fu documentata per la prima volta durante la ricerca nazionale di monumenti storici del 1667-1684 e Peringskiöld scrisse che si trovava presso il villaggio di Svesta, tra Ryckesta e l'autostrada. Nel 1820 venne riportato che la pietra era stata fortemente danneggiata e per la maggior parte nascosta sotto il terreno a causa del suo trovarsi ai bordi di una strada locale; George Stephens scrisse nel 1857 che la sua precedente posizione era stata su una collina presso un sentiero vicino a Ryckesta, ma che era stata spostata nel 1830 sulla strada della villa di Täckhammar e rieretta su un pendio boscoso a pochi metri dall'entrata dell'autostrada.
L'uomo che eresse la pietra è chiamato con le rune þruRikr ed il nome fu trascritto come Þrýríkr da Sophus Bugge, che identificò il primo elemento del nome con il prefisso þrýð- che sarebbe derivato da un *þrūði- e corrisponderebbe all'antico inglese þrýðu ("potenza", "forza"); la forma antico-inglese è imparentata con l'elemento antico-islandese þrúð ("forza") che compare in diverse parole norrene connesse al dio Thor. Questa analisi è stata accettata da Brate e Wessén, sebbene questi abbiano anche scritto che il nome contiene una R invece dell'attesa r, mentre il progetto Rundata dà la forma leggermente differente Þryðríkr.
La pietra fu eretta in memoria di due figli, uno dei quali si recò in Grecia dove "distribuì l'oro", un'espressione che compare anche sulla Sö 165: può significare che era responsabile della distribuzione delle paghe per la Guardia Variaga, oppure che prese parte alla spartizione di un bottino. Düwel ha suggerito che l'espressione sia l'equivalente orientale del gjaldi skifti ("pagamento diviso") che compare nella vicina Sö 166, che parla di tributi ai Vichinghi dall'Inghilterra (vedi anche U 194, U 241 e U 344); se così fosse, l'espressione potrebbe significare che l'uomo commemorato con la pietra aveva ricevuto un tributo.
Traslitterazione:
þruRikr : stain : at : suni : sina : sniala : trakia : for : ulaifr : i : krikium : uli : sifti :
Trascrizione:
ÞryðrikR stæin at syni sina, snialla drængia, for OlæifR/GullæifR i Grikkium gulli skifti.
Traduzione:
"Þryðríkr (eresse) la pietra in memoria dei suoi figli, uomini abili e valenti. Óleifr/Gulleifr viaggiò in Grecia, distribuì l'oro."

#### Sö 165

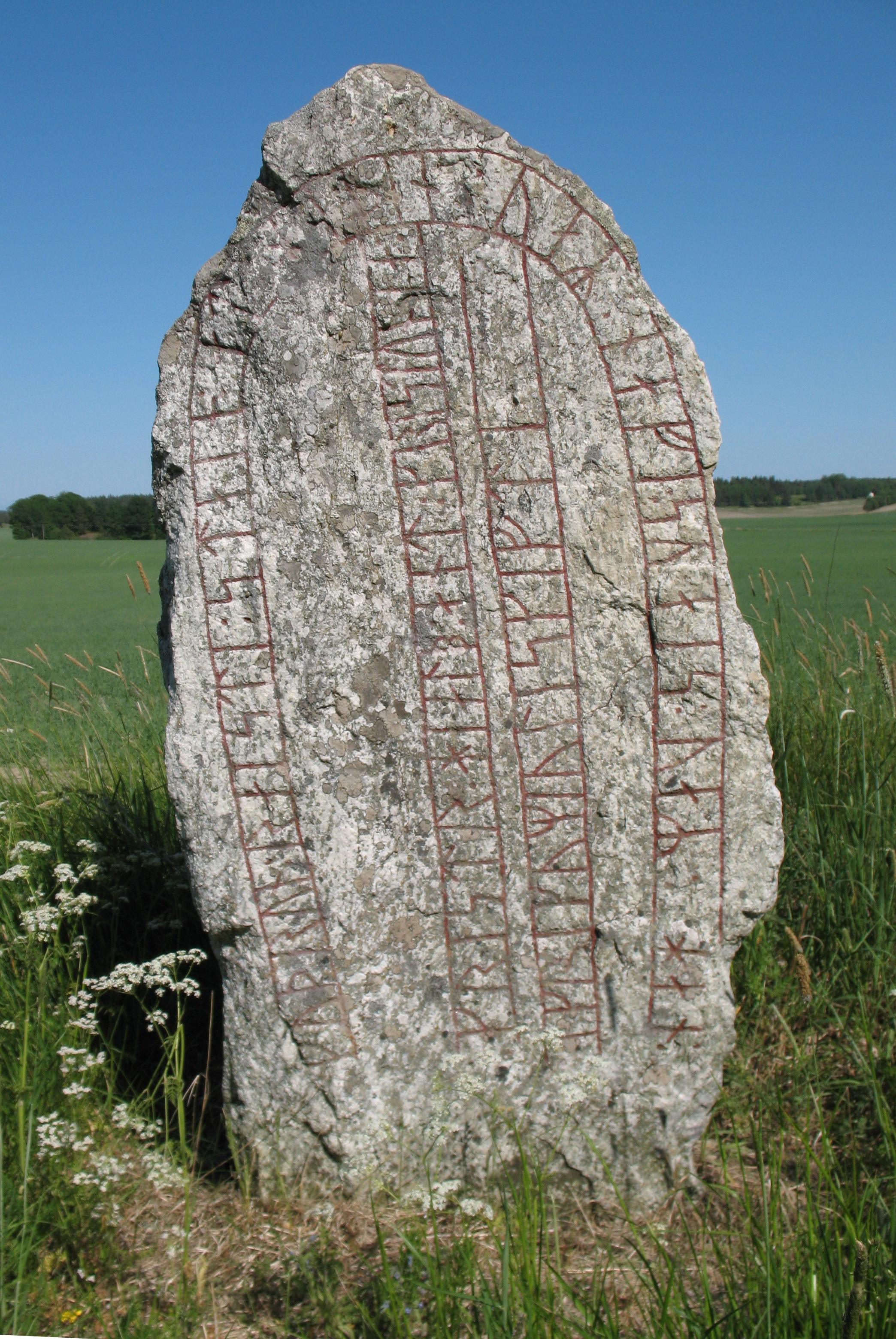
Pietra runica Sö 165.

La pietra runica Sö 165 (posizione) è stata temporaneamente classificata come in stile RAK; è fatta di granito grigio, ed è alta 1,61 m e larga 0,57 m. Fu documentata per la prima volta durante la ricerca nazionale di monumenti storici (1667-1681) ed innalzata presso un gruppo di altre pietre; in seguito fu spostata ed eretta a fianco della Sö 166 presso un fosso a sud-est della fattoria di Grinda.
Fu eretta da una madre, Guðrun, in memoria di suo figlio Heðinn; come la Sö 163, essa riporta anche che l'uomo si recò in Grecia e "distribuì l'oro", il che si può riferire alla sua professione di distributore delle paghe della Guardia Variaga, alla sua partecipazione alla spartizione di un bottino o al suo ricevere un tributo. L'iscrizione stessa è un poema in fornyrðislag.
Traslitterazione:
kuþrun : raisti : stain : at : hiþin : uaR : nafi suais : uaR : han :: i : krikum iuli skifti : kristr : hialb : ant : kristunia :
Trascrizione:
Guðrun ræisti stæin at Heðin, vaR nefi Svæins. VaR hann i Grikkium, gulli skifti. Kristr hialp and kristinna.
Traduzione:
"Guðrún ha eretto la pietra in memoria di Heðinn; (egli) era nipote di Sveinn. Egli fu in Grecia, distribuì l'oro. Possa Cristo aiutare gli spiriti dei cristiani."

#### Sö 170

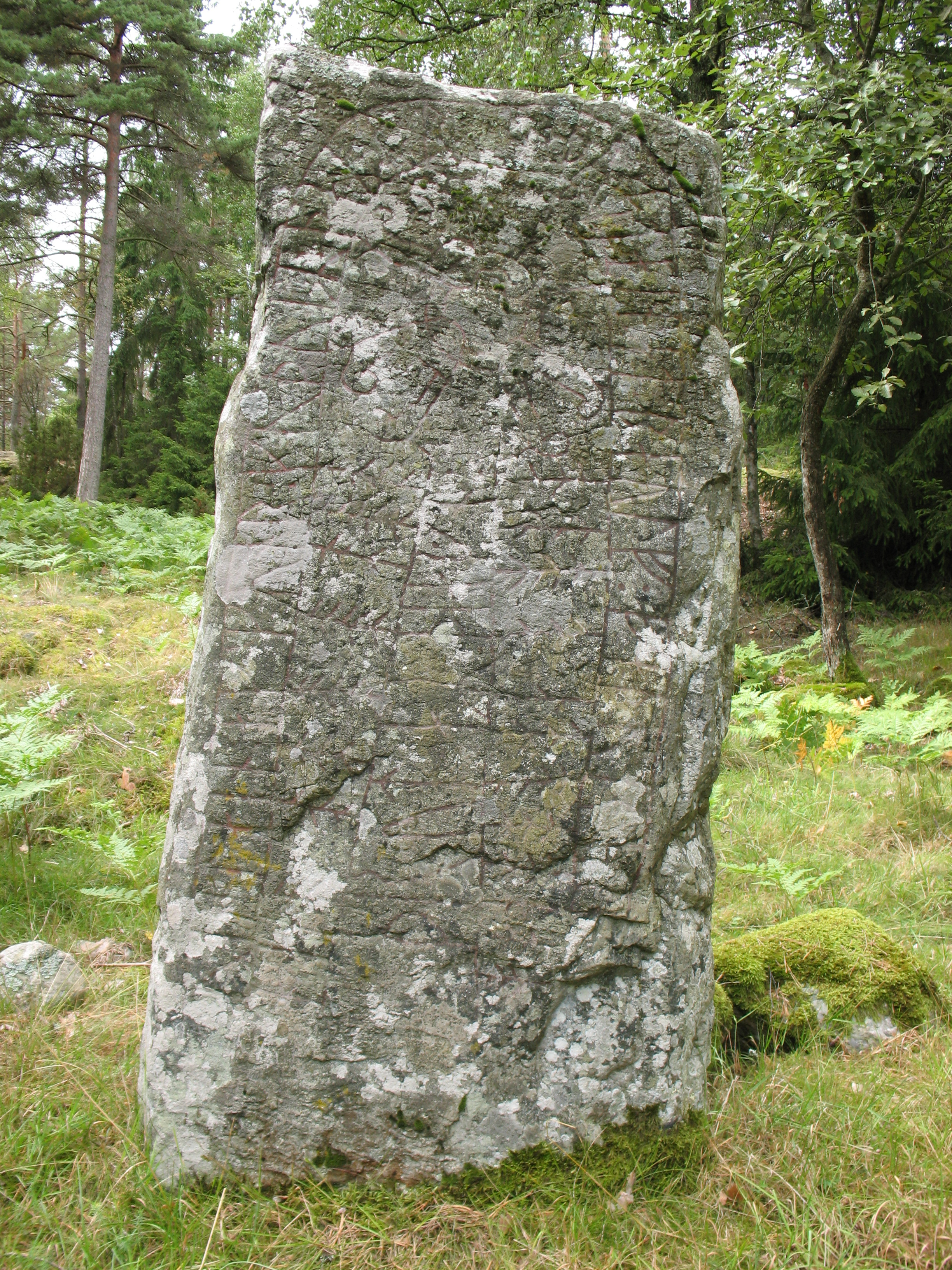
Pietra runica Sö 170.

La pietra runica Sö 170 fu eretta a nord dell'antica strada di Nälberga (posizione); è di granito grigio, ed è alta 1,85 m e larga 0,80 m. Il suo stile è stato temporaneamente classificato come RAK, ed alcune delle rune sono rune cifrate in forma di rune ramificate. L'iscrizione dice che un uomo morì tra i Greci in una località non chiaramente identificata nonostante diverse analisi delle rune cifrate; Läffler (1907) suggerì che il luogo dovesse intendersi come Ithome, nome di una città della Tessaglia e di una fortezza della Messenia (chiamata anche Thome).
Omeljan Pritsak (1981) ha commentato che tra coloro che eressero il memoriale, il figlio più giovane Guðvér sarebbe diventato comandante della Guardia Variaga verso la metà dell'XI secolo, come mostrato da una seconda menzione di Guðvér sulla Sö 217. Questa pietra fu eretta in memoria di uno dei membri della scorta di Guðvér.
Traslitterazione:
: uistain : agmunr : kuþuiR : þaiR : r...(s)þu : stain : at : baulf : faþur sin þrutaR þiagn han miþ kriki uarþ tu o /þum þa/þumþa
Trascrizione:
Vistæinn, Agmundr, GuðveR, þæiR r[æi]sþu stæin at Baulf, faður sinn, þrottaR þiagn. Hann með Grikki varð, do a /<þum> þa/<þumþa>.
Traduzione:
"Vésteinn, Agmundr (e) Guðvér, essi hanno eretto la pietra in memoria di Báulfr, loro padre, un Þegn di valore. Egli era con i Greci; pi morì con loro(?) a <þum>."

#### Sö 345

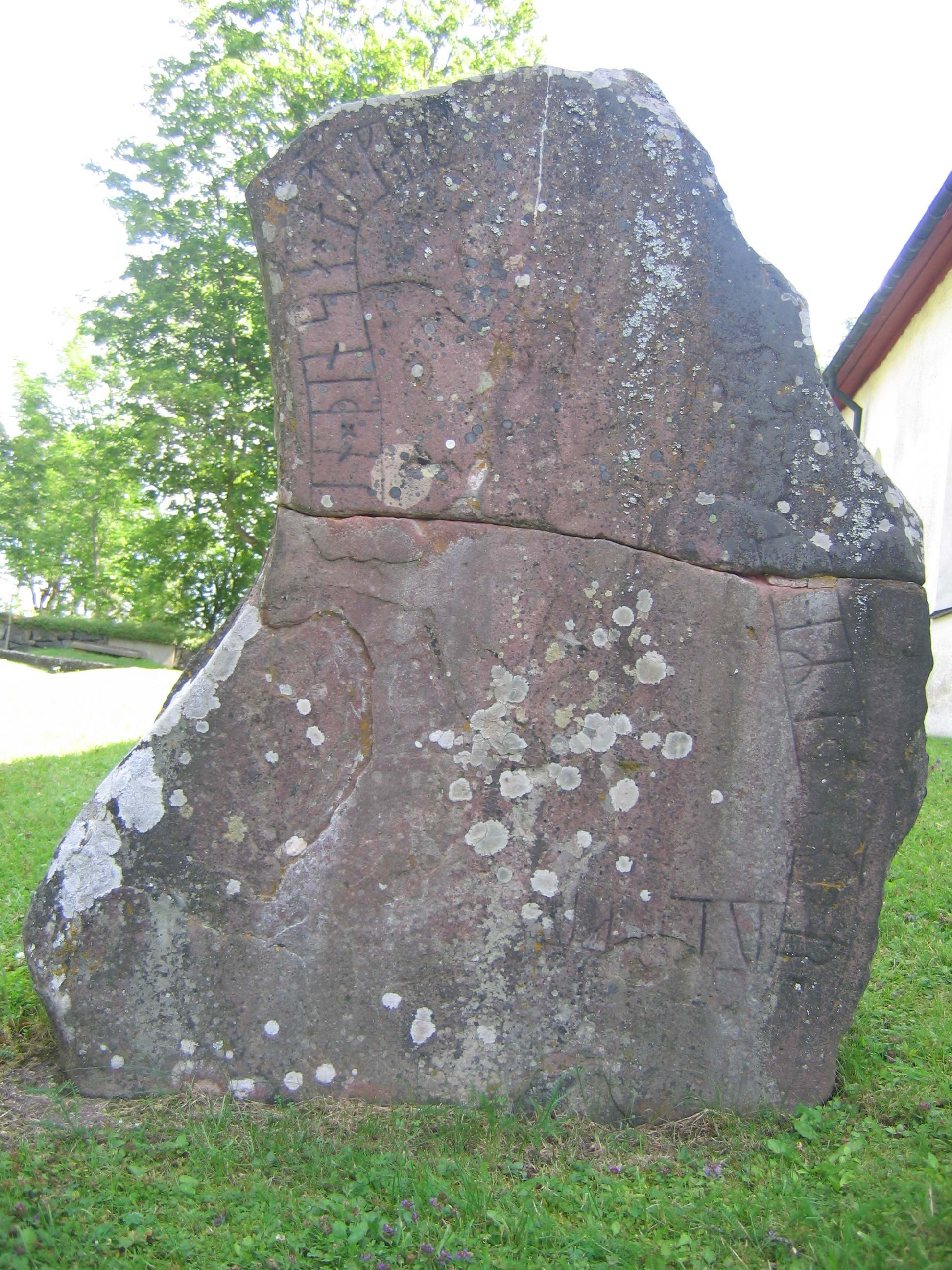
Pietra runica Sö 345.

La pietra runica Sö 345 (posizione) fu documentata per la prima volta durante la ricerca nazionale di monumenti storici nel 1667, ed a quel tempo era utilizzata come gradino sulla soglia del portico della chiesa di Ytterjärna; era stata usata a tale proposito probabilmente per un considerevole lasso di tempo, poiché in un disegno fatto pochi anni dopo appariva molto consumata. Nel 1830 un restauro della chiesa fece notare che la pietra era estremamente rovinata e così consumata che solo poche rune rimanevano discernibili, e quando Hermelin fece più tardi un altro suo disegno scrisse che la pietra si era spezzata in due. Nel 1896, il runologo Erik Brate la visitò e scoprì che uno dei due pezzi era scomparso e che l'unica parte restante era inclinata appoggiata al muro della chiesa; esso misurava 1,10 m x 1,15 m. Da allora la pietra è stata riassemblata ed eretta nel cimitero.
Traslitterazione:
Parte A: ... ...in × þinsa × at × kai(r)... ... ...-n * eR * e[n-a]þr × ut - × kr...
Parte B: ... ...roþur × ...
Parte C: ... ... raisa : ...
Trascrizione:
Parte A: ... [stæ]in þennsa at GæiR... ... [Ha]nn eR æn[d]aðr ut [i] Gr[ikkium].
Parte B: ... [b]roður ...
Parte C: ... [let] ræisa ...
Traduzione (le parti B e C non sono probabilmente parte del monumento e non sono tradotte):
"... questa pietra in memoria di Geir-... ... Egli trovò la sua fine all'estero in Grecia."

### Östergötland
In Östergötland vi sono due pietre che menzionano la Grecia. Una, che fa parte delle pietre runiche di Högby, descrive la morte di diversi fratelli in svariate parti d'Europa.

#### Ög 81

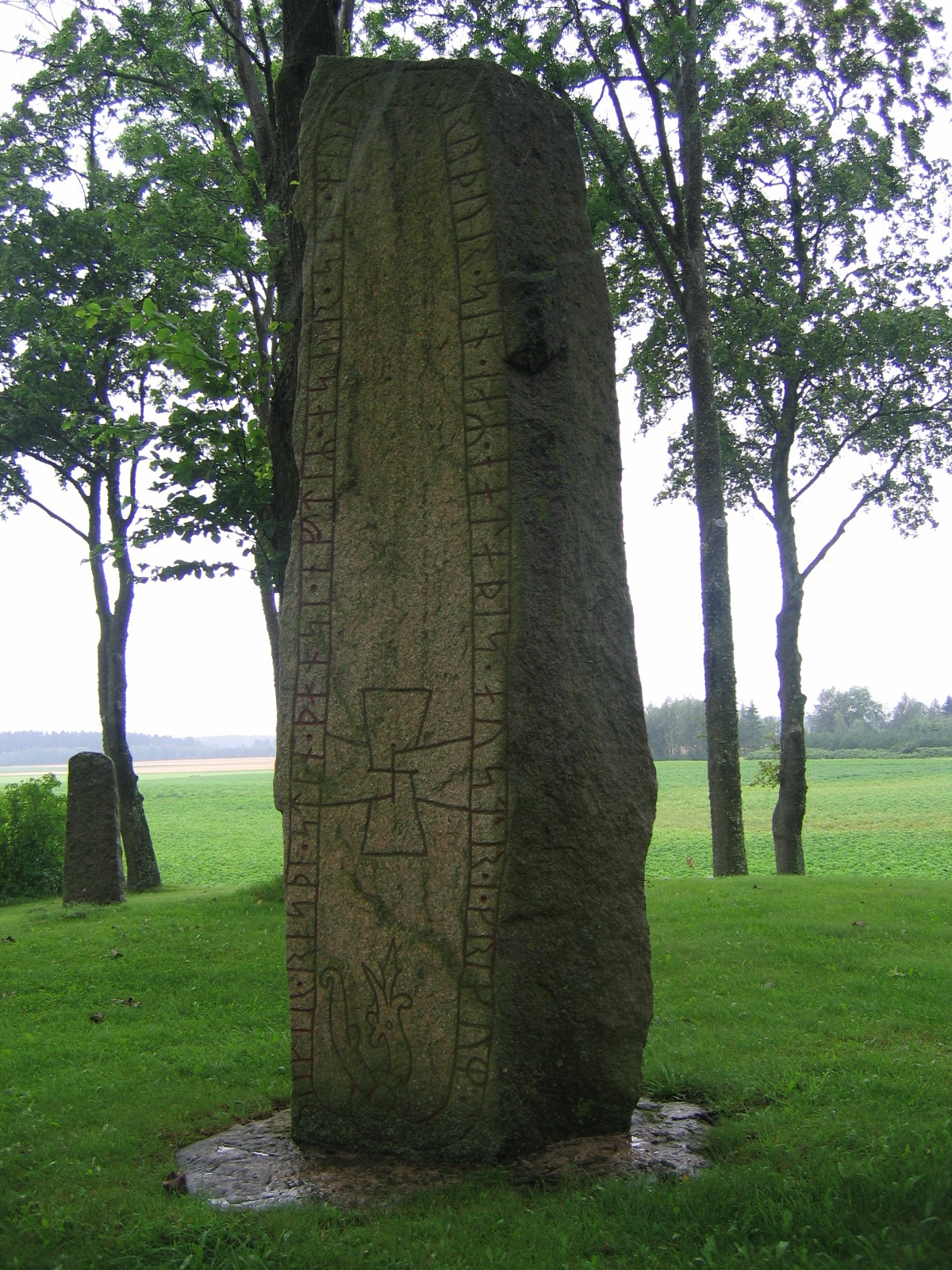
Lato A della pietra runica Ög 81.

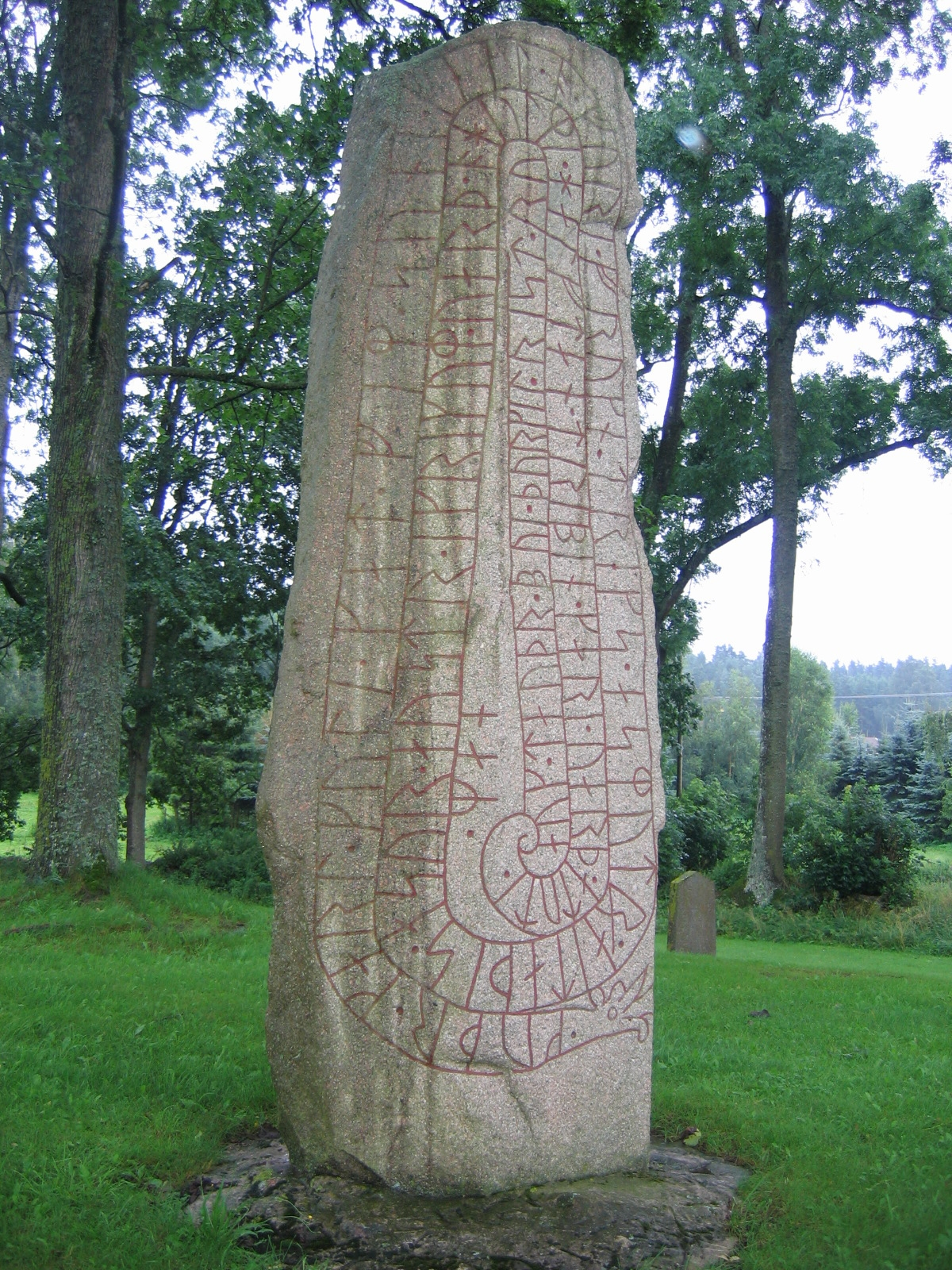
Lato B della pietra runica Ög 81.

La pietra runica Ög 81 (posizione) è in stile Ringerike (Pr1); è costituita di granito rosso e misura 3,45 m in altezza e 0,65 m in larghezza. Essa era precedentemente inserita nel muro esterno della chiesa di Högby, con il lato con la croce (A) all'esterno; la chiesa fu abbattuta nel 1874 e fu così scoperto il lato B dell'iscrizione. La pietra fu nuovamente eretta nel cimitero della precedente chiesa.
La pietra runica commemora Özurr, uno dei primi Variaghi conosciuti ad essere morto al servizio dell'Imperatore d'Oriente, si stima intorno al 1010 oppure alla fine del X secolo. Egli era uno dei figli del "brav'uomo" Gulli, e la pietra descrive una situazione che potrebbe essere stata comune per le famiglie scandinave del tempo: fu fatta per ordine della nipote di Özurr, Þorgerðr, in memoria dei suoi zii che erano tutti morti.
Þorgerðr probabilmente fece fare la pietra appena scoprì che Özurr, l'ultimo dei suoi zii, era morto in Grecia, e fece così probabilmente per provare il suo diritto all'eredità. L'iscrizione sul lato B della pietra, che racconta di come morirono gli altri suoi zii, è in fornyrðislag.
Suo zio Ásmundr morì probabilmente nella Battaglia del Fýrisvellir, negli anni '80 del X secolo, e probabilmente era dalla parte di re Eric il Vittorioso. Özurr era entrato al servizio di un signore più potente e morì per l'Imperatore di Bisanzio. Halfdan può essere morto a Bornholm o in un holmgang, mentre dove Kári sia morto rimane incerto; l'interpretazione più probabile potrebbe essere che morì ad Od, l'antico nome di Odsherred (il capo nord-occidentale di Sjaelland), ma è anche possibile che fosse a Dundee in Scozia. Il luogo della morte di Búi non è fornito, ma Larsson (2002) commenta che probabilmente egli morì in un modo non glorioso quanto quello degli altri suoi fratelli.
Traslitterazione:
Lato A: * þukir * resþi * stin * þansi * eftiR * asur * sen * muþur*bruþur * sin * iaR * eataþis * austr * i * krikum *
Lato B: * kuþr * karl * kuli * kat * fim * syni * feal * o * furi * frukn * treks * asmutr * aitaþis * asur * austr * i krikum * uarþ * o hulmi * halftan * tribin * kari * uarþ * at uti *
Lato C: auk * tauþr * bui * þurkil * rist * runaR *
Trascrizione:
Lato A: Þorgærðr(?) ræisþi stæin þannsi æftiR Assur, sinn moðurbroður sinn, eR ændaðis austr i Grikkium.
Lato B: Goðr karl Gulli gat fæm syni. Fioll a Føri frøkn drængR Asmundr, ændaðis Assurr austr i Grikkium, varð a Holmi Halfdan drepinn, Kari varð at Uddi(?)
Lato C: ok dauðr Boi. Þorkell ræist runaR.
Traduzione:
Lato A: "Þorgerðr(?) ha eretto questa pietra in memoria di Ôzurr, fratello di sua madre. Egli trovò la sua fine nell'est in Grecia."
Lato B: "Il brav'uomo Gulli ebbe cinque figli. Il coraggioso valente Ásmundr cadde a Fœri; Ôzurr trovò la sua fine nell'est in Grecia; Halfdan fu ucciso ad Holmr (Bornholm?); Kári fu (ucciso) ad Oddr(?);"
Lato C: "morto (è) anche Búi. Þorkell incise le rune."

#### Ög 94

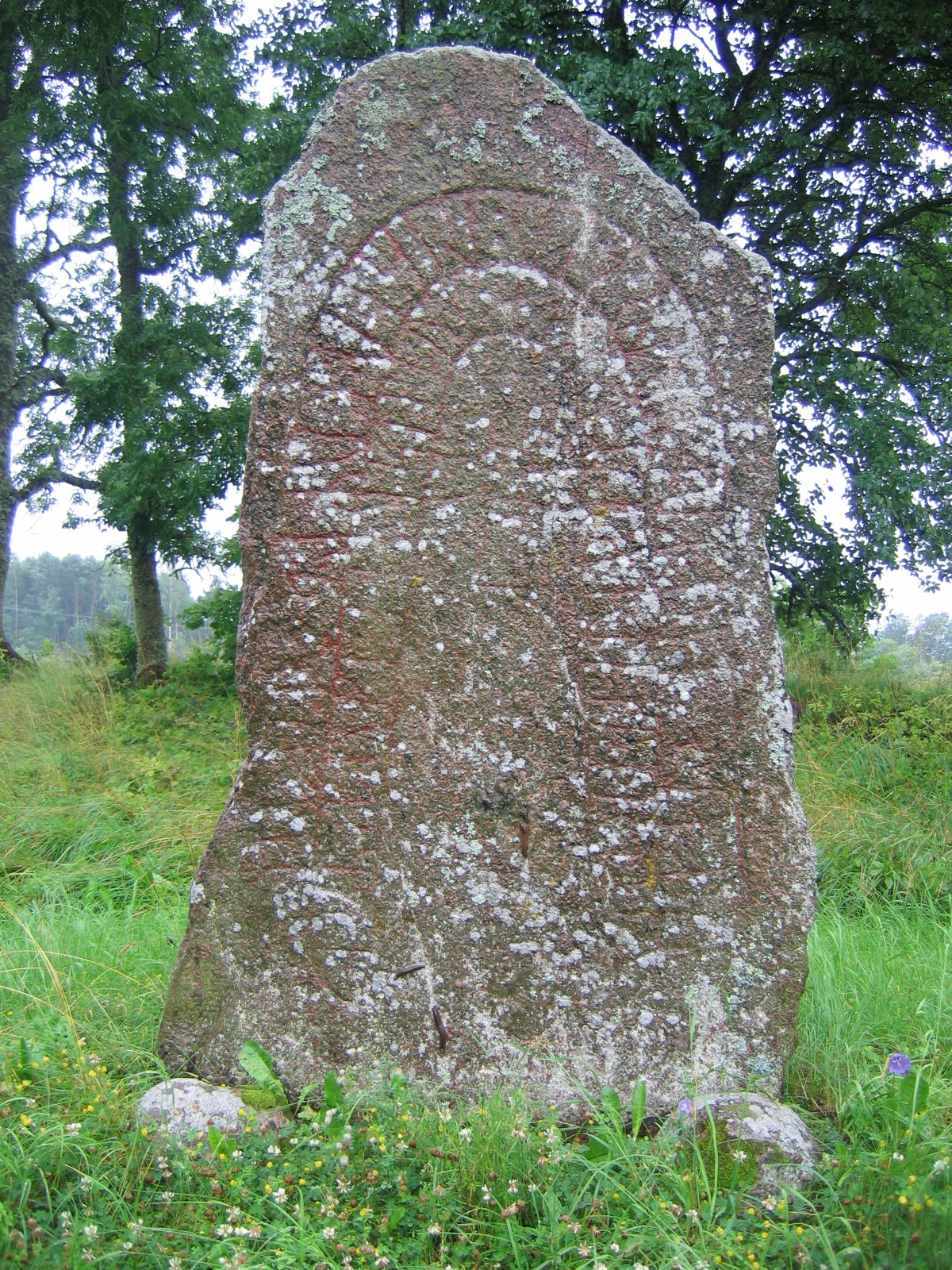
Pietra runica Ög 94.

La pietra runica Ög 94 (posizione) è in stile Ringerike (Pr1), è in granito rossiccio ed è stata eretta nell'ex-cimitero della chiesa di Harstad; la pietra è alta 2 m e larga alla base 1,18 m. Il toponimo Haðistaðir menzionato nell'iscrizione si riferisce alla moderna Haddestad nelle vicinanze, e sembra che essa menzioni la Grecia come luogo in cui il commemorato morì, probabilmente come membro della Guardia Variaga. Inoltre, l'ultima parte dell'iscrizione, dove si cita il luogo della morte, è probabilmente un poema in fornyrðislag.
Traslitterazione:
: askata : auk : kuþmutr : þau : risþu : kuml : þ[i](t)a : iftiR : u-auk : iaR : buki| |i : haþistaþum : an : uaR : bunti : kuþr : taþr : i : ki[(r)]k[(i)(u)(m)]
Trascrizione:
Asgauta/Askatla ok Guðmundr þau ræisþu kumbl þetta æftiR O[ddl]aug(?), eR byggi i Haðistaðum. Hann vaR bondi goðr, dauðr i Grikkium(?).
Traduzione:
"Ásgauta/Áskatla e Guðmundr, essi eressero questo monumento in memoria di Oddlaugr(?), che visse in Haðistaðir. Egli era un buon marito; morì in Grecia(?)."

### Västergötland
In Västergötland ci sono cinque pietre runiche che parlano di viaggi nell'est, ma solo una di queste menziona la Grecia.

#### Vg 178

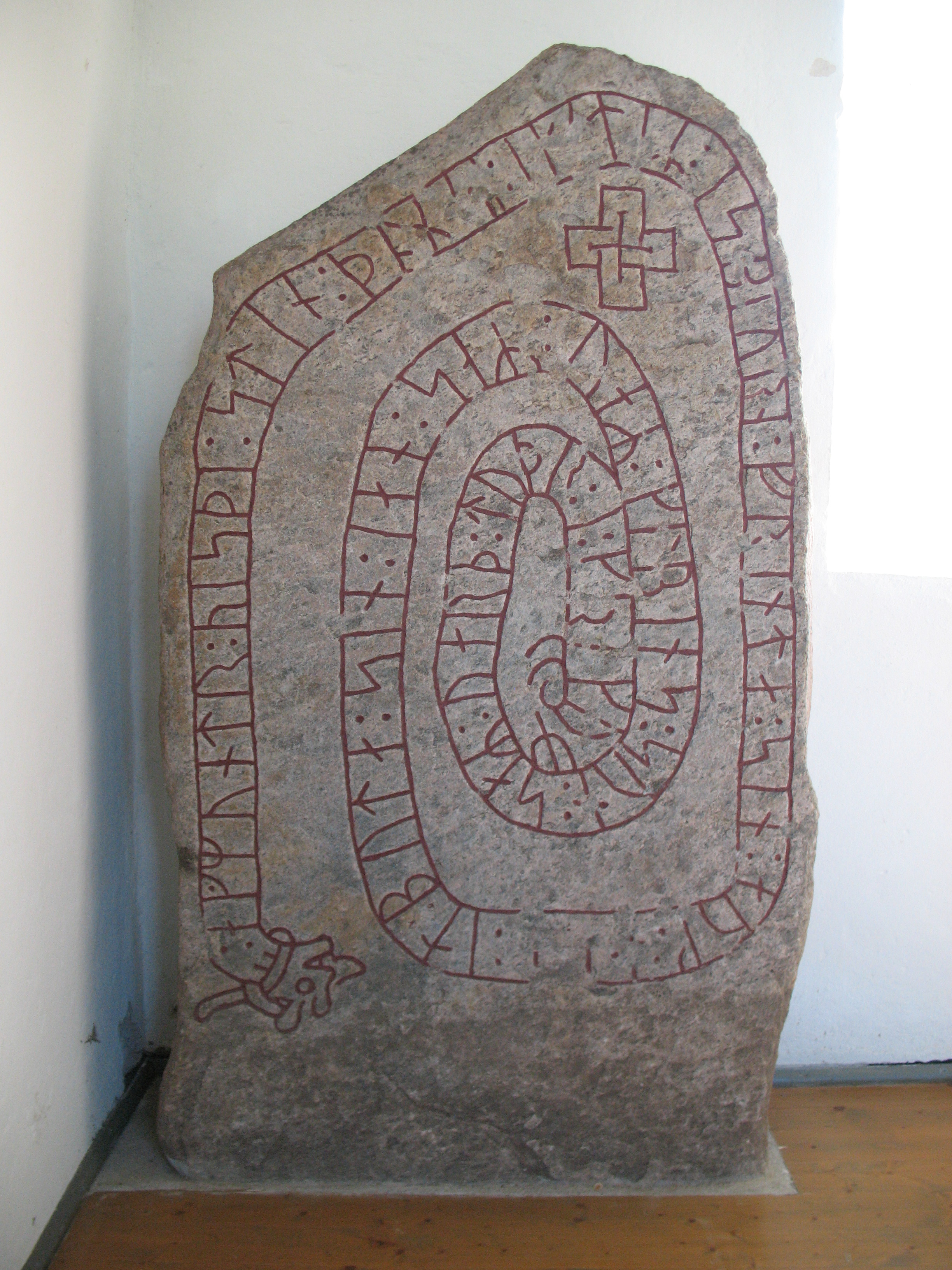
Pietra runica Vg 178.

La pietra runica Vg 178 (posizione), in stile Ringerike (Pr1), un tempo si trovava nel cimitero della chiesa di Kölaby, circa 10 m a nord-nord-ovest del campanile. È composta di gneiss, e misura 1,85 m in altezza e 1,18 m in larghezza.
La testimonianza più antica riguardo alla pietra è in un inventario della chiesa del 1829, dove si dice che la pietra era illeggibile. Ljungström scrisse nel 1861 che si trovava nel muro di pietra con l'iscrizione rivolta verso il cimitero; quando Djurklou la visitò nel 1869, essa era ancora nello stesso punto: Djurklou considerò tale posizione di ostacolo per la lettura, poiché una parte delle rune era interrata, così ordinò che fosse rimossa dal muro. Quando poi la visitò la volta successiva, vide che era stata eretta nel cimitero.
Traslitterazione:
: agmuntr : risþi : stin : þonsi : iftiR : isbiurn : frinta : sin : auk : (a)(s)(a) : it : buta : sin : ian : saR : uaR : klbins : sun : saR : uarþ : tuþr : i : krikum
Trascrizione:
Agmundr ræisti stæin þannsi æftiR Æsbiorn, frænda sinn, ok Asa(?) at bonda sinn, en saR vaR Kulbæins sunn. SaR varð dauðr i Grikkium.
Traduzione:
"Agmundr ha eretto questa pietra in memoria di Ásbjôrn, suo parente; e Ása(?) in memoria di suo marito. Ed egli era figlio di Kolbeinn; morì in Grecia."

### Småland
C'è stata solamente una pietra runica in Småland che citava la Grecia, la cui iscrizione è oggi perduta anch'essa.

#### Sm 46

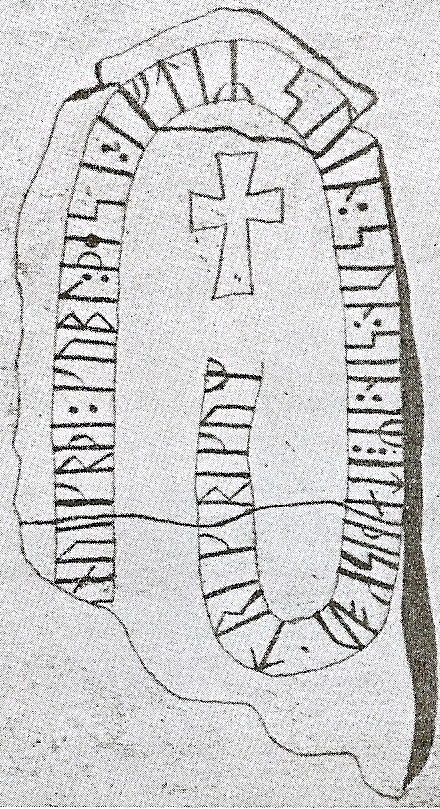
Pietra runica Sm 46.

La pietra runica Sm 46 (posizione) era una pietra in stile RAK, ed era alta 2,05 m e larga 0,86 m.
La pietra era già in cattive condizioni quando Rogberg la disegnò nel 1763: egli scrisse che era stata usata come ponte su un ruscello e che a causa di questo le rune erano state consumate al punto che la maggior parte di esse era virtualmente illeggibile, affermazione contraddetta da disegni più tardi. Poiché la pietra è passata inosservata nel XVII secolo, è probabile che fosse utilizzata come ponte. In un diario di viaggio scritto da Hilfeling nel 1792 venne disegnata per la prima volta la parte inferiore della pietra, sebbene l'artista non sembra aver compreso che le due parti formavano un unicum. Nel 1822 giunse anche Liljegren a disegnarla; un disegno sopravvissuto ma anonimo è attribuito a lui (l'immagine a lato). Nel 1922 il runologo Kinander apprese da un contadino locale che circa 40 anni prima la pietra era stata usata per la costruzione di un ponte che era parte della strada di campagna, e l'iscrizione era stata rivolta verso l'alto; qualcuno poi aveva deciso di rimuovere la pietra dal ponte e metterla a lato della strada. Kinander volle vederla, e gli fu mostrata una pietra molto consumata nel parco di Eriksstad; tuttavia, secondo Kinander non fu possibile trovare alcuna runa rimasta su quella che si supponeva essere la pietra.
Traslitterazione:
[...nui krþi : kubl : þesi : iftiR suin : sun : sin : im ÷ itaþisk ou*tr i krikum]
Trascrizione:
...vi gærði kumbl þessi æftiR Svæin, sun sinn, eR ændaðis austr i Grikkium.
Traduzione:
"...-vé fece questi monumenti in memoria di Sveinn, suo figlio, che trovò la sua fine nell'est in Grecia."

### Gotland
Solo una pietra runica che cita l'Impero Bizantino è stata trovata su Gotland. Ciò è forse dovuto al fatto che poche pietre runiche furono erette su Gotland in favore di pietre dipinte, così come al fatto che gli abitanti dell'isola si occupavano perlopiù di commerci, pagando un tributo annuale agli svedesi in cambio di protezione militare.

#### G 216

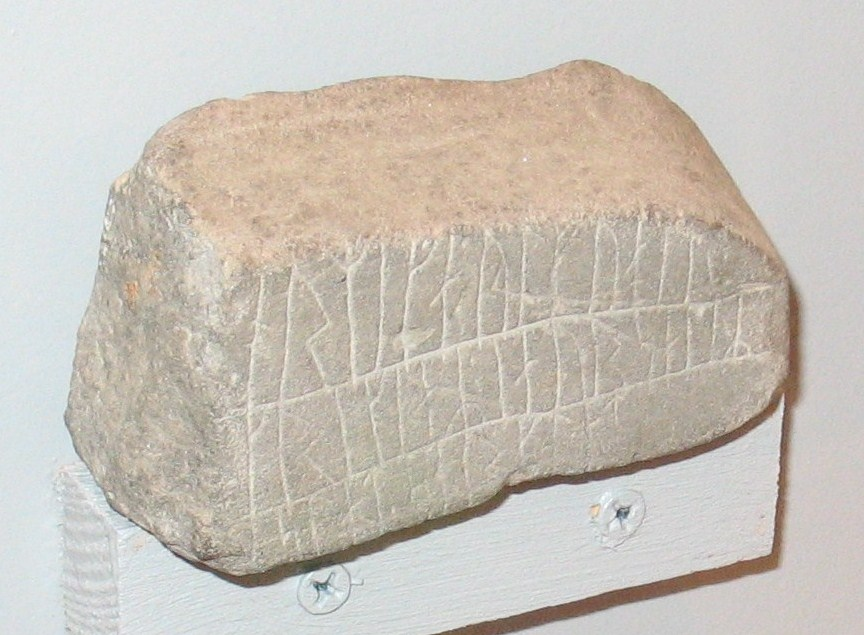
Pietra runica G 216.

La G 216 (posizione originaria) è una cote di 8,5 cm x 4,5 cm x 3,3 cm con un'iscrizione runica scoperta nel 1940. Fu trovata da un operaio a 40 cm di profondità mentre scavava una buca per un filo del telefono in un campo a Timans; attualmente si trova al museo "Gotlands fornsal" con numero d'inventario C 9181. È stata datata intorno al tardo XI secolo, e sebbene l'interpretazione del suo messaggio è incerta gli studiosi generalmente accettano l'analisi di von Friesen che dice che essa commemori i viaggi di due abitanti di Gotland in Grecia, a Gerusalemme, in Islanda e nel mondo musulmano (Serkland).
L'iscrizione fece sensazione poiché menziona quattro luoghi distanti che furono meta di avventurose spedizioni scandinave durante l'Epoca vichinga, ma ciò fece nascere alcuni dubbi sulla sua autenticità. Tuttavia, accurate analisi geologiche e runologiche hanno dissipato ogni dubbio sulla sua natura: la pietra ha la stessa patina delle altre dell'Epoca vichinga su tutte le sue superfici ed intagli, e inoltre possiede la stessa runa r con un tratto aperto, cosa che è generalmente dimenticata dai falsari. Infine, von Friesen commentò che non poteva esservi alcun esperto di antico svedese che potesse falsificare un'iscrizione scrivendo correttamente krikiaR, poiché tutti i libri di riferimento del tempo dicevano scorrettamente che la forma fosse grikir.
Jansson, Wessén e Svärdström (1978) commentano che il nome di persona considerato più interessante dagli studiosi è Ormika, noto altrimenti solamente nella Gutasaga, dove era il nome di un contadino libero che fu battezzato dal re Olaf II di Norvegia nel 1029. Il primo elemento ormr ("serpente") è molto comune nella tradizione norrena, ma il secondo elemento è il diminutivo -ikan delle lingue germaniche occidentali, e la mancanza della -n finale suggerisce un prestito dall'antico inglese o dall'antico frisone, sebbene il nome non sia attestato nell'area germanica occidentale. I runologi apprezzano anche la comparsa del nominativo GrikkiaR ("Grecia") non attestato altrimenti se non in altri casi. Il nome Gerusalemme compare nella forma del gutnico antico iaursaliR, mentre il dialetto più occidentale del norreno, l'antico islandese, ha Jórsalir, ed entrambi rappresentano una resa popolare dove il primo elemento è interpretato come jór- (da un più antico *eburaz che significa "cinghiale"). L'iscrizione mostra anche l'unica apparizione in rune del nome dell'Islanda, mentre vi sono altre cinque iscrizioni runiche in Svezia che menzionano Serkland.
Traslitterazione:
: ormiga : ulfua-r : krikiaR : iaursaliR (:) islat : serklat
Trascrizione:
Ormika, Ulfhva[t]r(?), GrikkiaR, IorsaliR, Island, Særkland.
Traduzione:
"Ormika, Ulfhvatr(?), Grecia, Gerusalemme, Islanda, Serkland."